# Arquitectura de París durante la Belle Époque

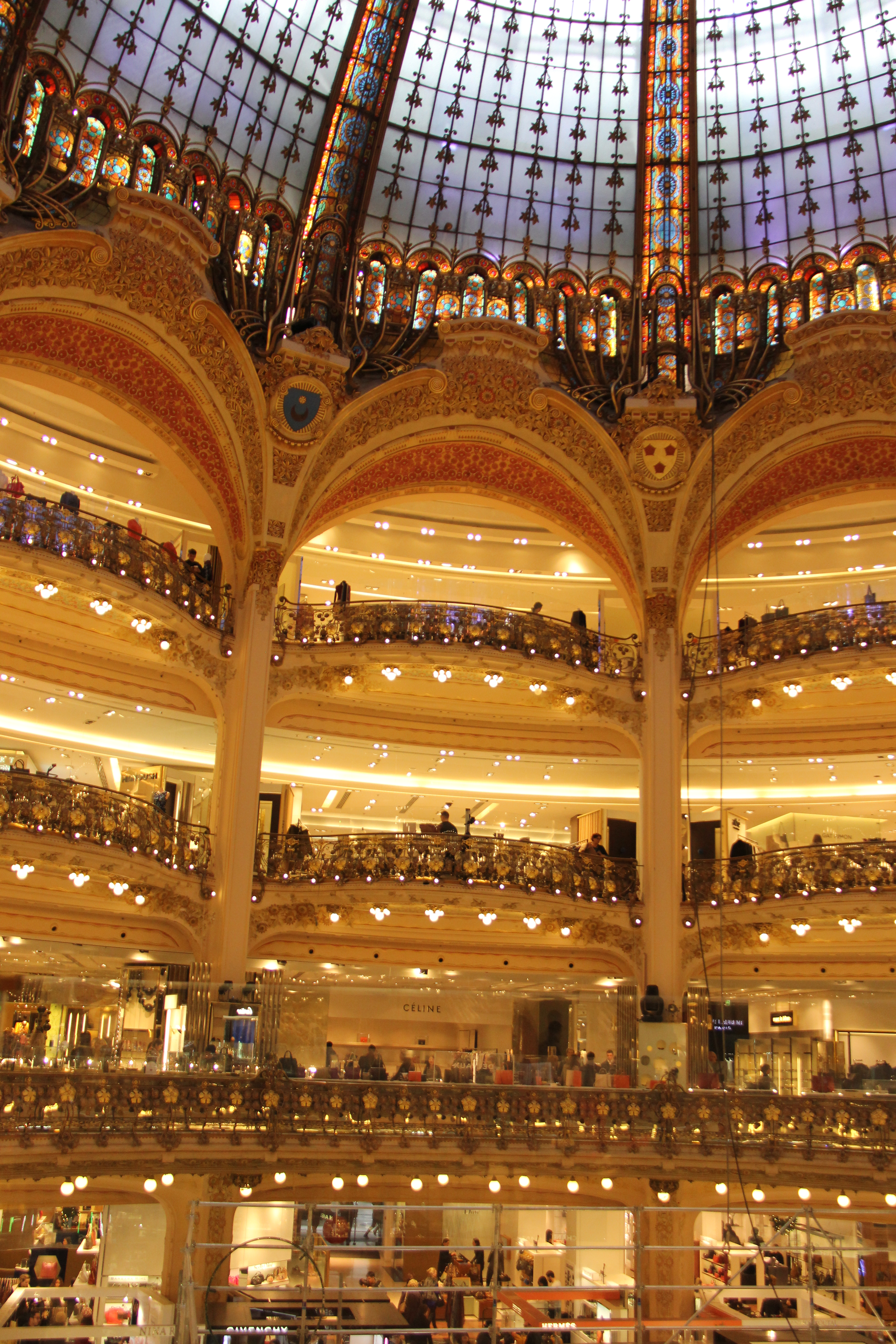
Interior de los grandes almacenes Galeries Lafayette (1912).

La arquitectura de París durante la Belle Époque, entre 1871 y el inicio de la Primera Guerra Mundial en 1914, destaca por su variedad de estilos, desde el neobizantino y el neogótico hasta el clasicismo, el modernismo y el art déco. También es conocida por su espléndida decoración y por su imaginativo uso de materiales nuevos y tradicionales, como el hierro, el vidrio, los azulejos de colores y el hormigón armado. Entre los edificios y estructuras más destacados de esta época se encuentran la Torre Eiffel, el Grand Palais, el Teatro de los Campos Elíseos, la Gare de Lyon, los grandes almacenes Le Bon Marché y las entradas a las estaciones del Metro de París diseñadas por Hector Guimard.
A menudo, la arquitectura de la Belle Époque tomaba prestados elementos de estilos históricos, como muestra el estilo neomudéjar del Palacio del Trocadero, el neorrenacentista del nuevo Ayuntamiento o la exuberante reinvención del clasicismo francés de los siglos xvii y xviii en el Grand Palais, el Petit Palais y el nuevo edificio de la Sorbona. Muchos de los nuevos edificios de oficinas, grandes almacenes y estaciones de ferrocarril tenían fachadas clásicas que escondían interiores decididamente modernos, con una estructura de hierro, escaleras de caracol, tragaluces y grandes cúpulas de vidrio, posibles gracias a los nuevos materiales y técnicas de ingeniería de la época.
El modernismo o art nouveau se convertiría en el estilo más representativo de la Belle Époque, asociado en particular a las entradas de las estaciones del Metro de París, diseñadas por Hector Guimard. Otros edificios destacados de este estilo son el Castel Béranger (1898), también de Guimard, en el 14 de la Rue Jean-de-La-Fontaine, en el Distrito XVI, y el Immeuble Lavirotte, un edificio de apartamentos revestido con esculturas cerámicas diseñado por el arquitecto Jules Lavirotte y situado en el 29 de la Avenue Rapp (Distrito VII). Sin embargo, el entusiasmo por el modernismo no duraría mucho: en 1904 la entrada de Guimard de la estación de Opéra fue sustituida por una entrada más clásica, y a partir de 1912 todas las entradas de metro de Guimard fueron sustituidas por entradas funcionales sin decoración.
La iglesia más importante de la época es la basílica del Sagrado Corazón, construida a lo largo de toda la Belle Époque, entre 1874 y 1913, aunque no fue consagrada hasta 1919. Fue diseñada inspirándose en las catedrales románicas y bizantinas de la Alta Edad Media. Por otra parte, la primera iglesia de París construida en hormigón armado fue la iglesia de Saint-Jean-de-Montmartre, situada en el 19 de la Rue des Abbesses, a los pies de la colina de Montmartre. Su arquitecto fue Anatole de Baudot, un discípulo de Viollet-le-Duc. Sin embargo, esta revolución no fue evidente, ya que Baudot revistió el hormigón con ladrillos y coloridos azulejos cerámicos de estilo modernista, con vidrieras del mismo estilo.
Cerca del final de la Belle Époque apareció un nuevo estilo, el art déco, que sucedió al modernismo como estilo arquitectónico dominante en la década de 1920. Los edificios de este estilo, construidos habitualmente en hormigón armado con formas rectangulares, marcadas líneas rectas y detalles escultóricos aplicados en el exterior en lugar de como parte de la estructura, se basaban en modelos clásicos y remarcaban la funcionalidad. El Teatro de los Campos Elíseos (1913), diseñado por Auguste Perret, fue el primer edificio parisino construido en estilo art déco. Henri Sauvage construyó otros edificios innovadores en este estilo, usando hormigón armado revestido con azulejos cerámicos y un diseño escalonado para crear terrazas.

## Arquitectura de las exposiciones

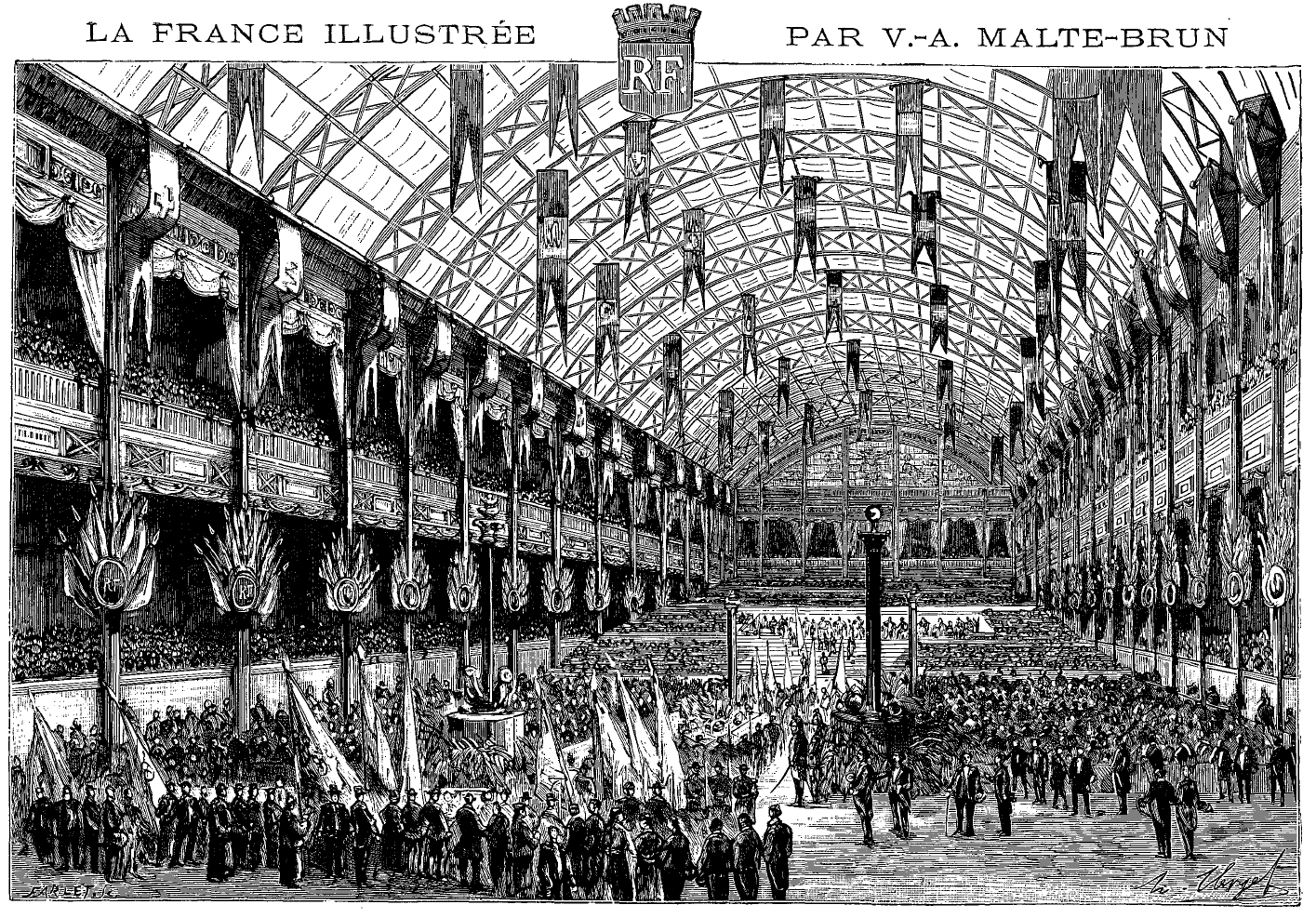
El Palacio de la Industria de la Exposición Universal de 1878. Entre las nuevas tecnologías exhibidas en su interior estaban el teléfono de Alexander Graham Bell y el fonógrafo de Thomas Edison.
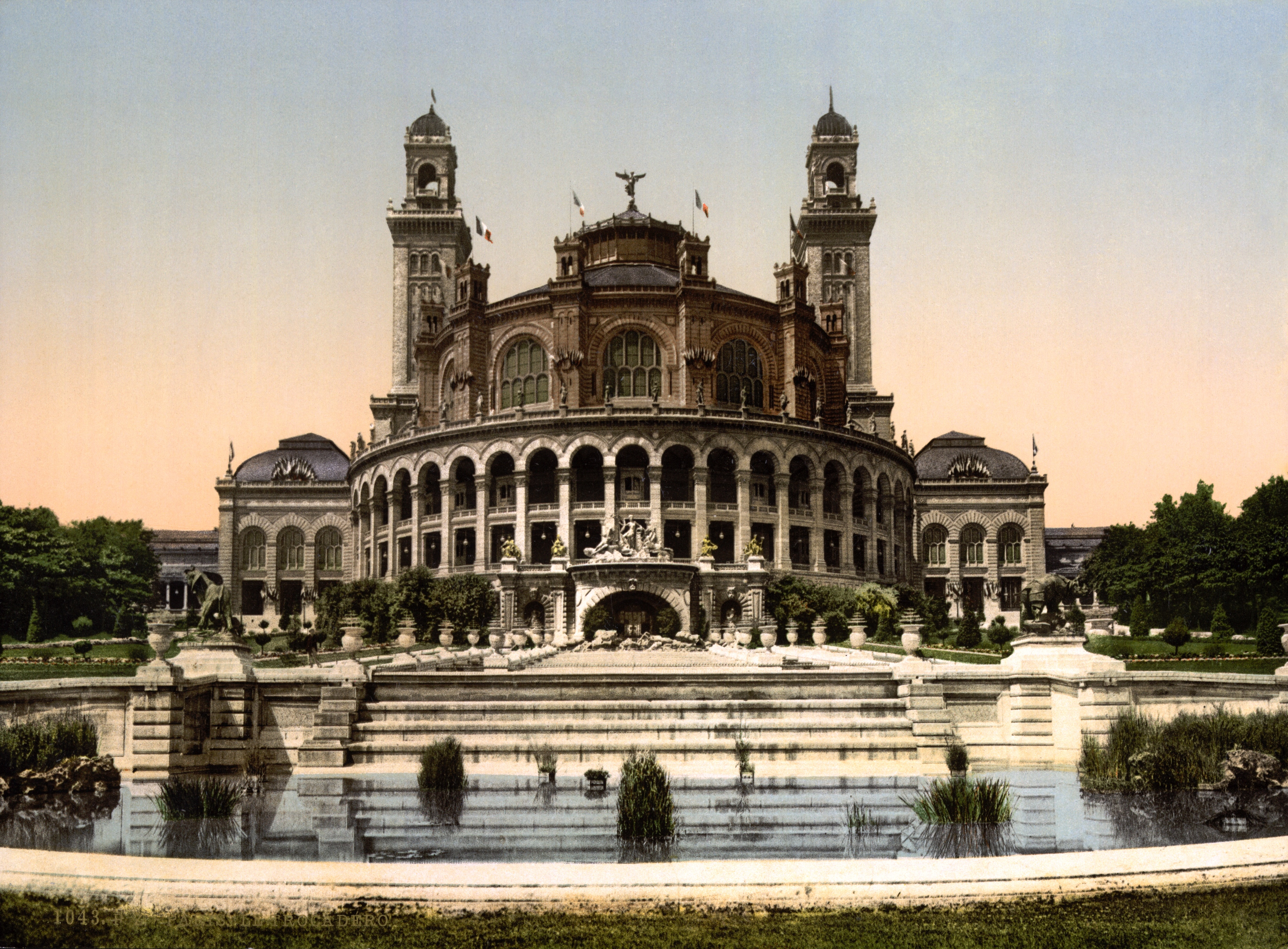
El Palacio del Trocadero, construido en estilo neomudéjar o neobizantino para la Exposición Universal de 1878, también se usó en las exposiciones de 1889 y 1900.
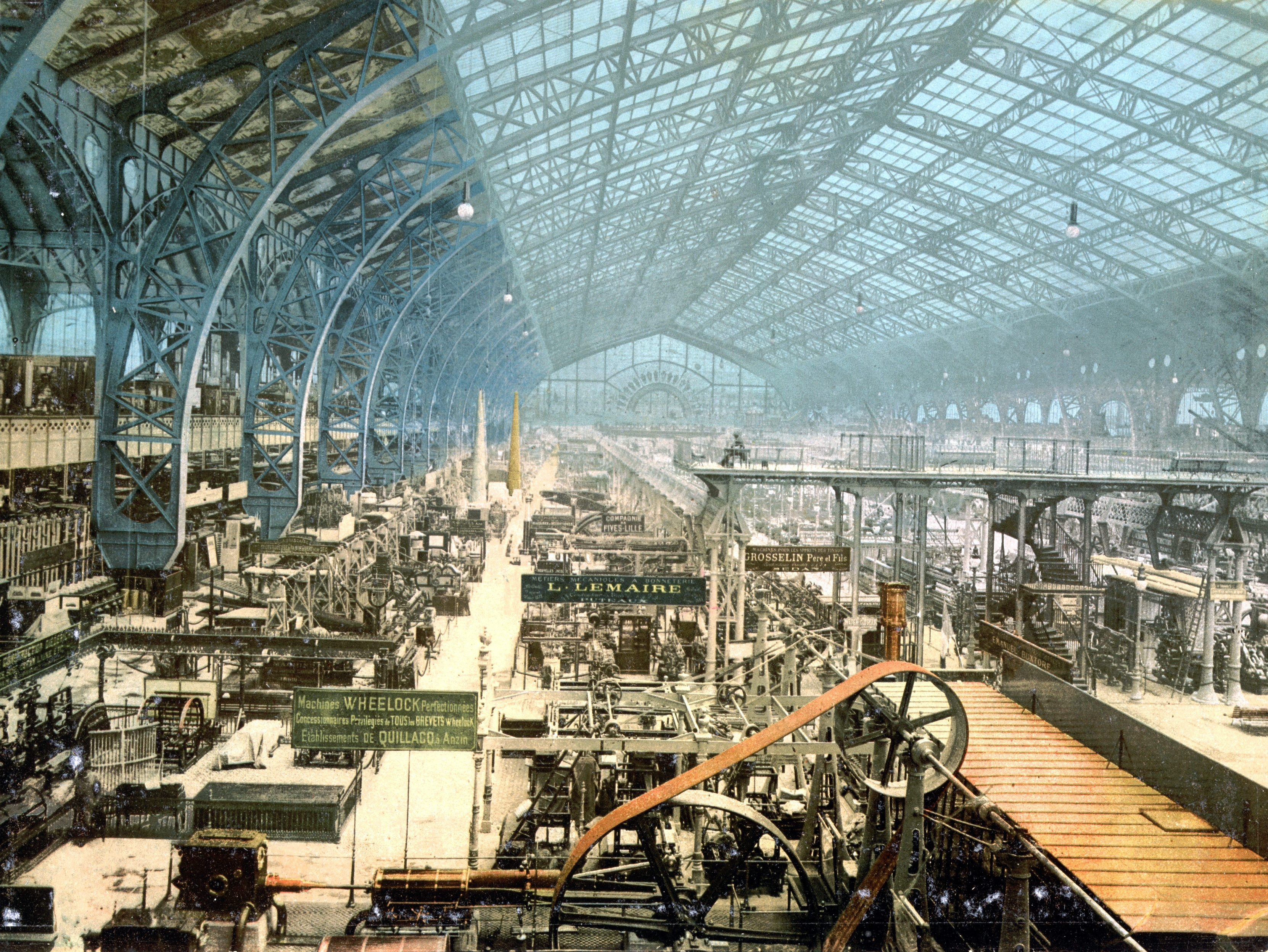
La Galería de las Máquinas de la Exposición Universal de 1889 fue el espacio cubierto más grande del mundo cuando se construyó.

Durante la Belle Époque se celebraron tres grandes exposiciones internacionales en París, concebidas para mostrar las tecnologías, industrias y artes modernas, que atrajeron a millones de visitantes de todo el mundo e influyeron en la arquitectura tanto dentro como fuera de Francia.
La primera, la Exposición Universal de 1878, ocupó el Campo de Marte, la colina de Chaillot al otro lado del Sena y la explanada de Los Inválidos. El edificio central de esta exposición, el Palacio del Trocadero, fue construido en un pintoresco estilo neomudéjar o neobizantino por el arquitecto Gabriel Davioud, entre cuyas obras notables, construidas para Napoleón III, también se encontraban los dos teatros de la Place du Châtelet y la Fuente Saint-Michel. El palacio fue usado en las tres exposiciones de la Belle Époque, pero finalmente fue demolido en 1936 y sustituido por el moderno Palacio de Chaillot.
La Exposición Universal de 1889, que conmemoraba el centenario de la Revolución Francesa, fue mucho más grande que la Exposición de 1878, y proporcionó a París dos nuevas estructuras revolucionarias. La primera de ellas es la célebre Torre Eiffel, la estructura más alta del mundo en la época, que pronto se convirtió en el símbolo de la exposición. La torre otorgó una fama duradera a su constructor, Gustave Eiffel. Stephen Sauvestre dirigió el equipo de arquitectos anónimos que diseñó los elegantes arcos curvos de la base, el mirador de vidrio del segundo nivel y la cúpula de la cima.
El otro edificio significativo construido para la exposición fue la Galería de las Máquinas, diseñada por el arquitecto Ferdinand Dutert y el ingeniero Victor Contamin y situada en el otro extremo del Campo de Marte, frente a la Torre Eiffel. Con 111 metros de longitud, la galería tenía el espacio interior más largo del mundo en la época, cubierto con un sistema de arcos articulados de hierro. Fue reutilizada en la Exposición de 1900. Cuando terminó esta exposición, el Gobierno francés propuso trasladar la estructura a las afueras de París, pero el Ayuntamiento decidió demolerla para vender sus materiales de construcción. Finalmente fue derribada en 1909.

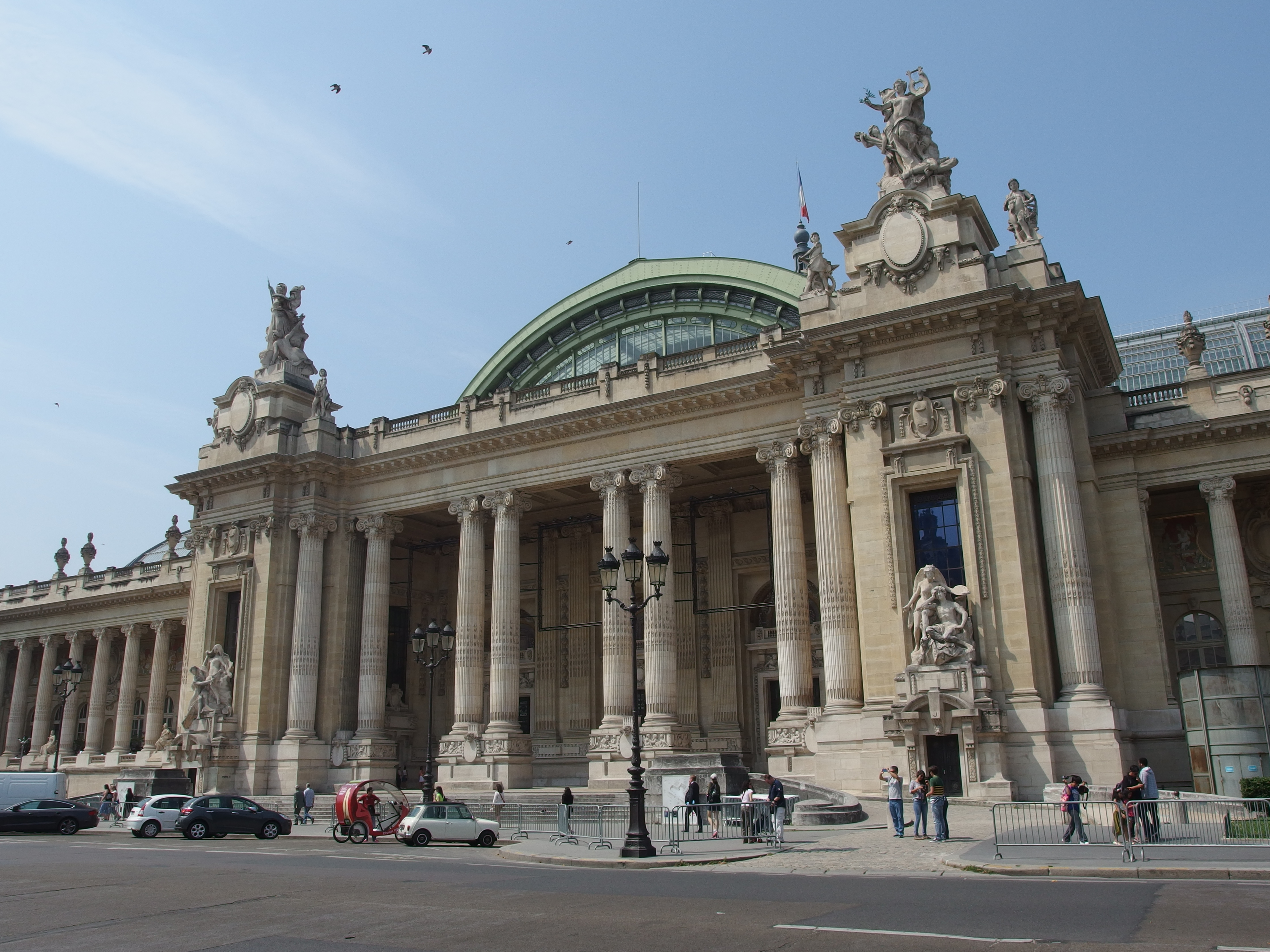
El Grand Palais (1900) tiene una fachada neoclásica que esconde una sala de exposiciones de vidrio y hierro.
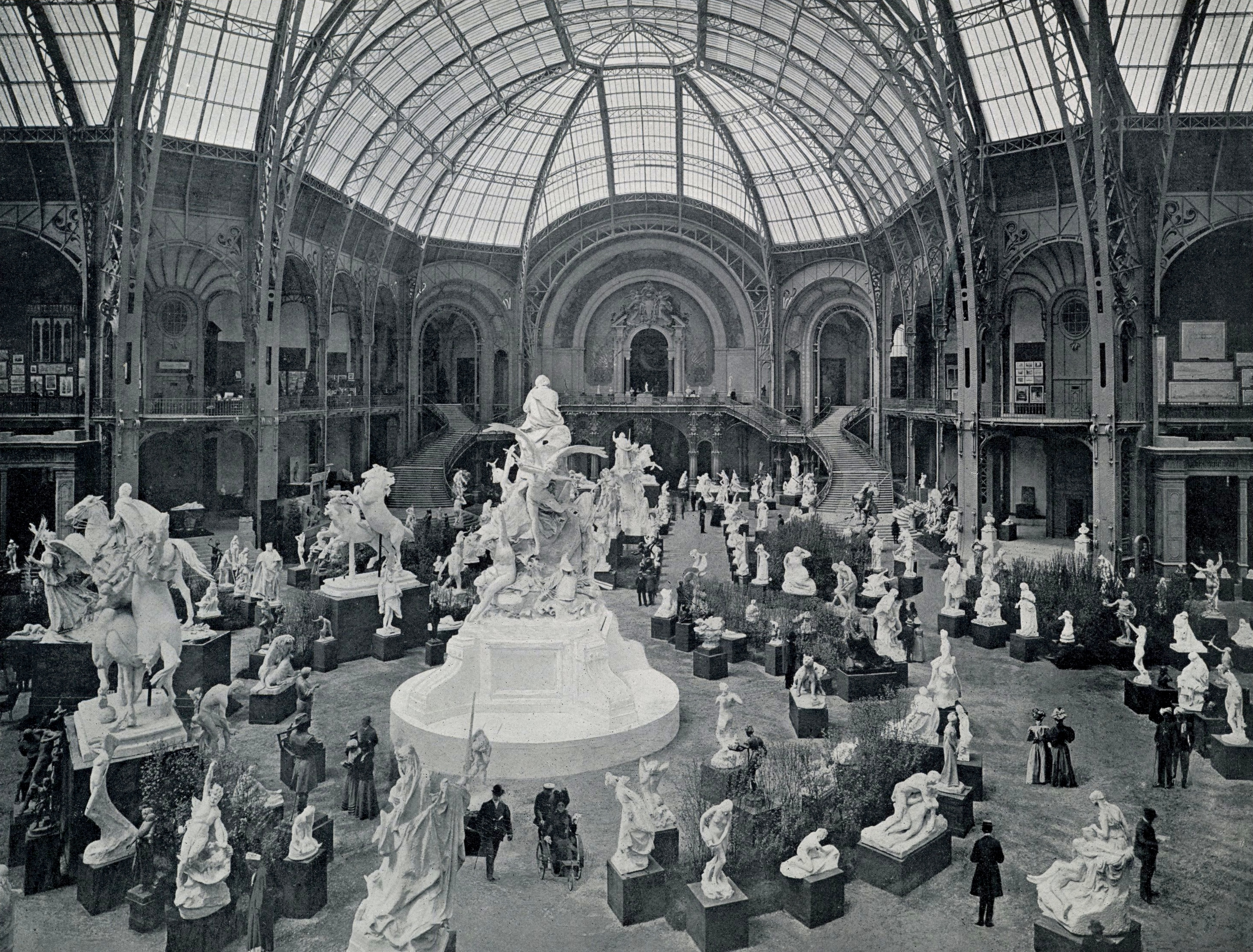
El interior del Grand Palais fue una enorme galería de escultura durante la Exposición de 1900.
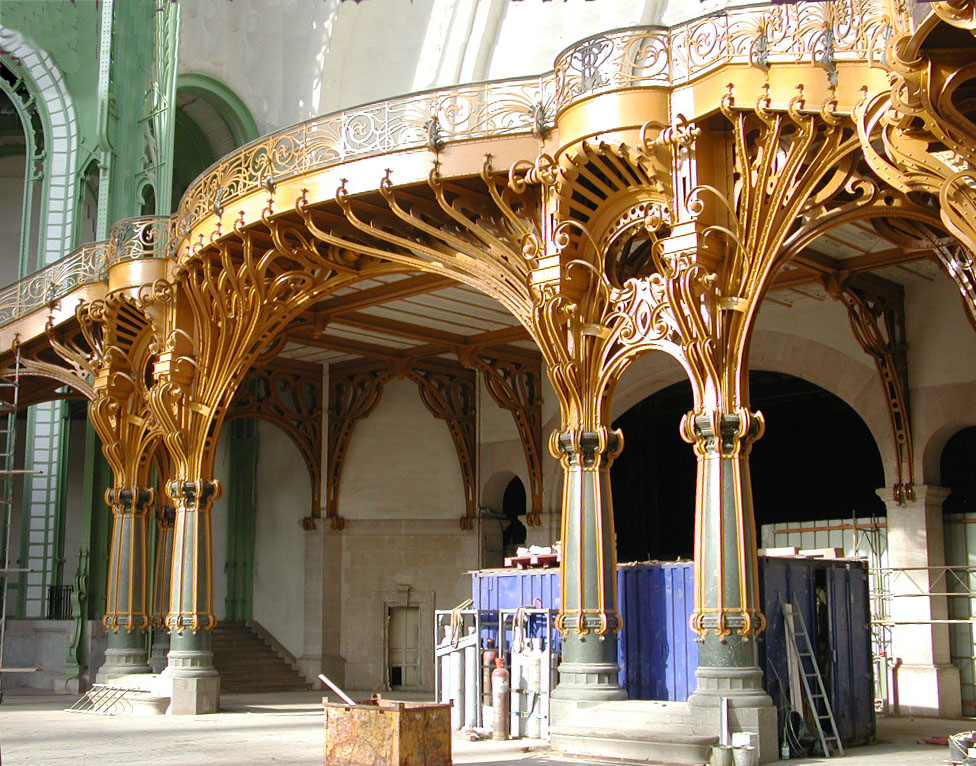
La escalera de honor del Grand Palais, construida en hierro y cobre.

La Exposición de 1900 fue la más grande y exitosa de las tres, ocupando la mayor parte de las orillas del Sena desde el Campo de Marte y el Trocadero hasta la Place de la Concorde. El Grand Palais, su sala de exposiciones más grande, fue diseñado por el arquitecto Henri Deglane con la ayuda de Albert Louvet. Deglane había sido ayudante de Dutert, el arquitecto de la Galería de las Máquinas. El nuevo edificio contenía una enorme galería, cuyos arcos convergían para crear una monumental cúpula de vidrio. Aunque su estructura de hierro visible hacía que pareciera muy revolucionario y moderno, gran parte de su herrería era únicamente decorativa: las columnas góticas de hierro que parecían sostener la cúpula no soportaban ningún peso; en realidad, el peso era distribuido a las columnas de hormigón armado escondidas detrás de los balcones. La fachada era enorme y de estilo neoclásico, con imponentes hileras de columnas que sostienen dos conjuntos escultóricos. Las columnas servían para constituir un potente elemento vertical que equilibrara la gran longitud del edificio y para esconder la estructura de vidrio y acero. También fue diseñado para estar en armonía con los edificios históricos cercanos, incluidos los edificios que rodean la Place de la Concorde y la iglesia del siglo xvii de Los Inválidos en la otra orilla del Sena. La fachada fue alabada e imitada en numerosas ocasiones: por ejemplo, se diseñó una fachada similar para la Biblioteca Pública de Nueva York en 1911.
El elemento arquitectónico más destacado en el interior del Grand Palais es la gran escalera de honor, de estilo perfectamente clásico, desde la que puede verse la planta principal, que durante la Exposición de 1900 albergaba una exposición de esculturas monumentales. Originalmente fue diseñada para ser construida en piedra, pero posteriormente Deglane y Louvet construyeron un modelo de escayola y estuco con estructura metálica, y decidieron hacerla armoniosa con el resto del interior. Usar hierro en lugar de piedra tradicionalmente reducía los costes de construcción, pero en el caso del Grand Palais, debido a las enormes cantidades de hierro necesarias, en realidad el coste aumentó. En la construcción del Grand Palais se usaron 9507 toneladas de metal, frente a las 7300 toneladas de la Torre Eiffel.

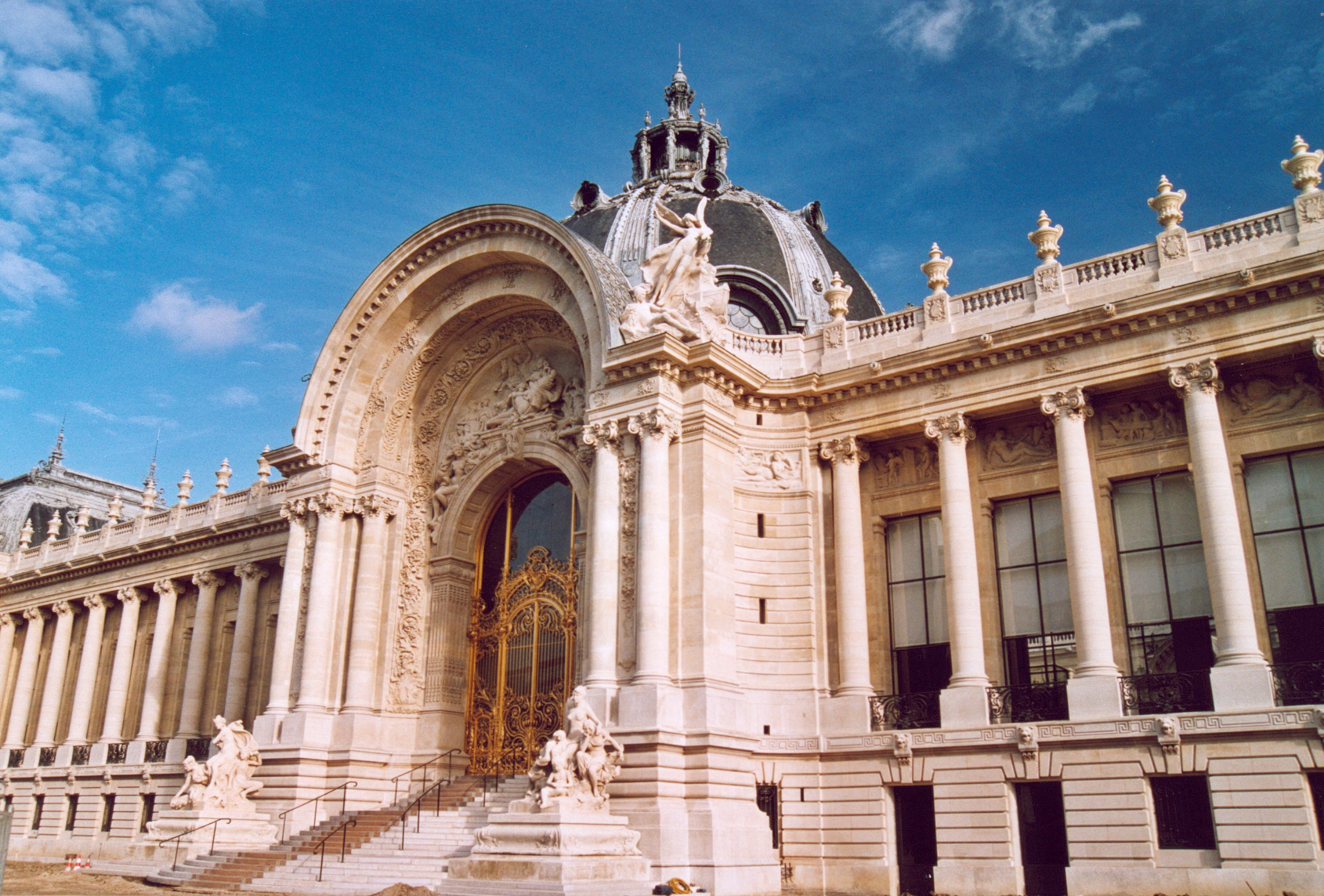
La entrada del Petit Palais y su columnata neoclásica.
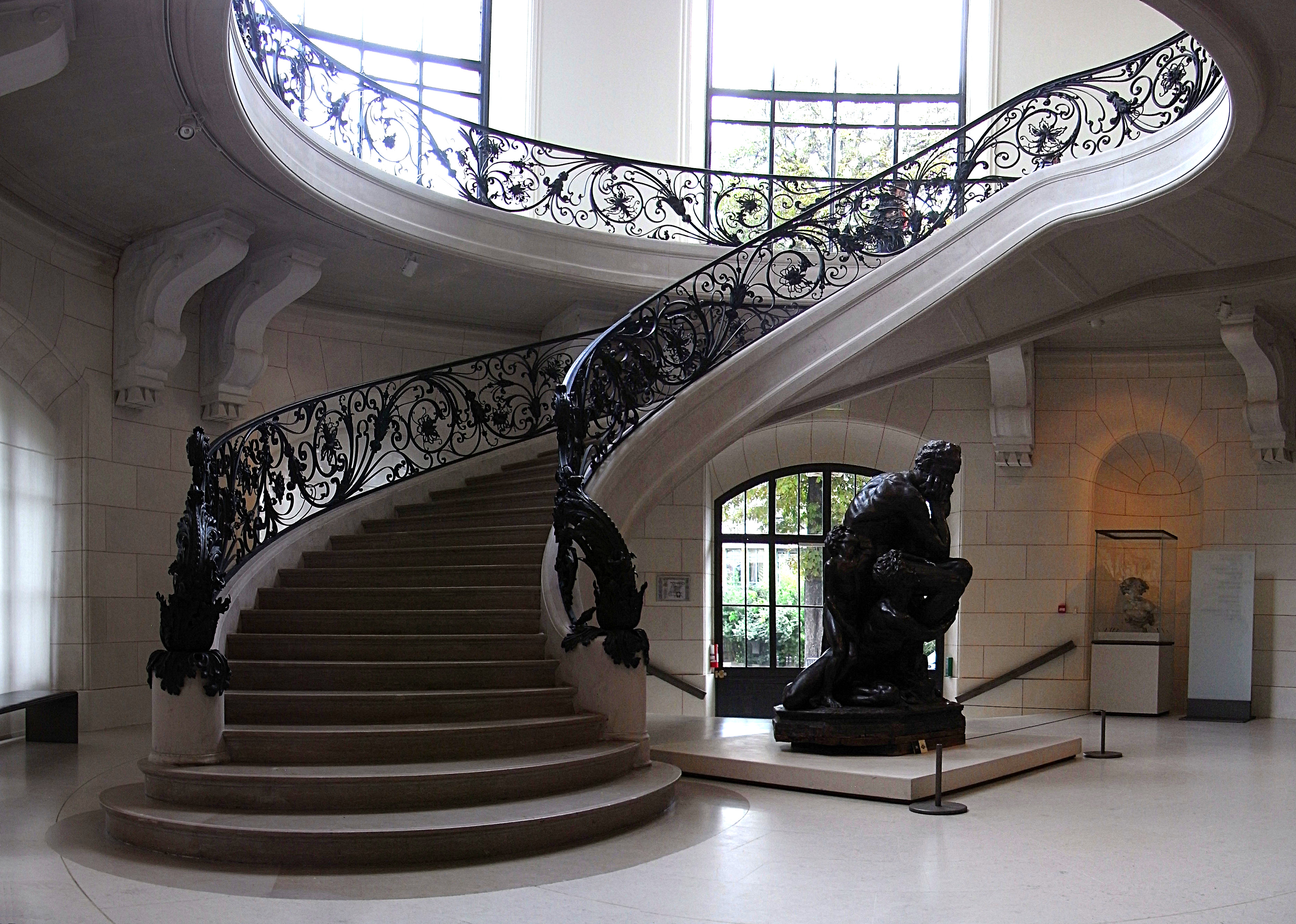
Una de las escaleras de caracol de hormigón armado del Petit Palais.
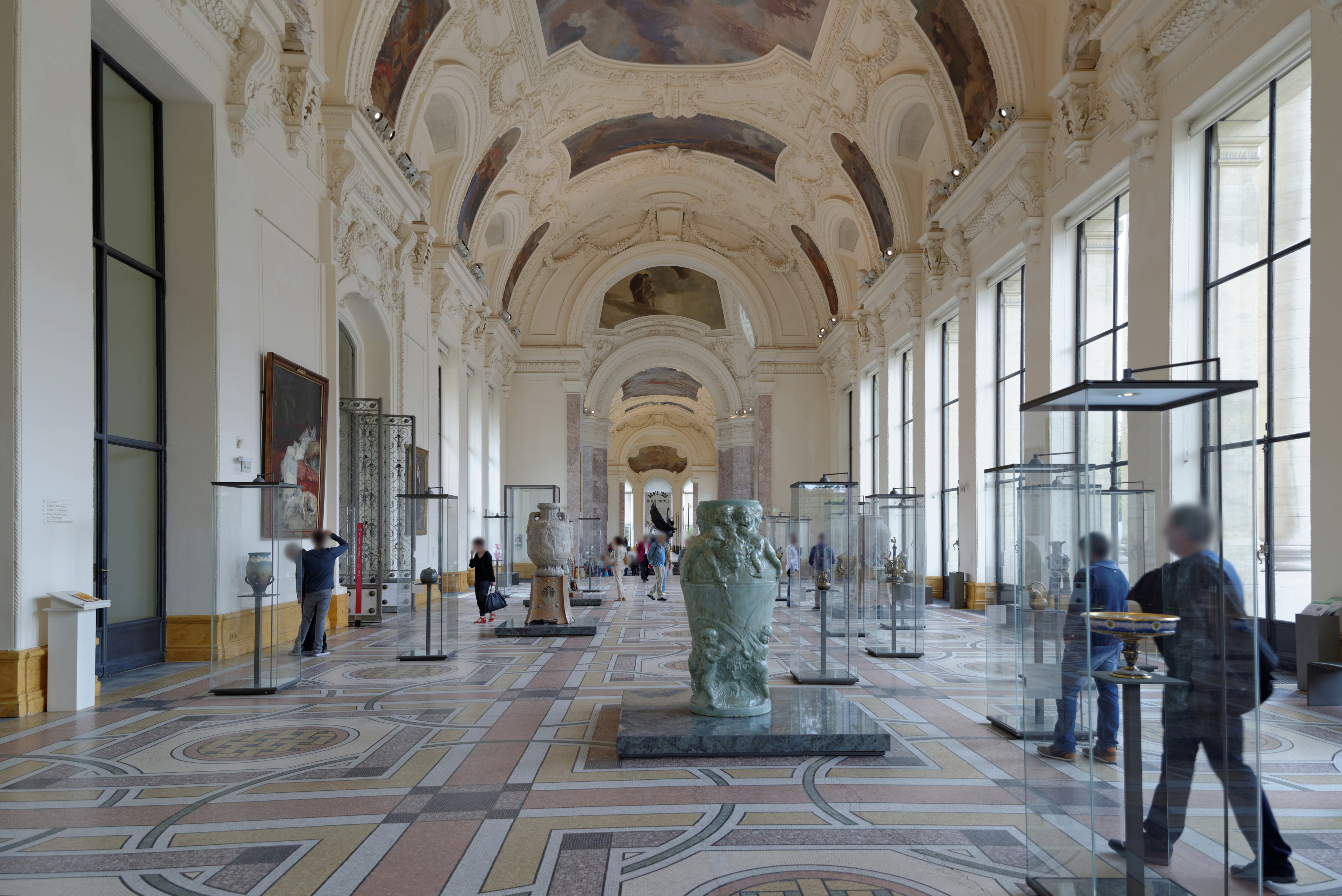
El uso de hormigón armado y sus grandes ventanas y tragaluces dan al interior del Petit Palais abundante luz y espacio.

El Petit Palais, diseñado por Charles Girault, estaba justo enfrente del Grand Palais, y tenía una entrada monumental similar. Los dos edificios tenían hileras de altas columnas, que servían como potente elemento vertical para equilibrar la gran longitud de los edificios y para esconder su moderna estructura de hierro. Sin embargo, el elemento más original del Petit Palais era su interior: Girault eliminó los tradicionales muros y espacios, hizo un uso completo del hormigón armado para crear majestuosas escaleras de caracol y amplias entradas, diseñó enormes tragaluces y ventanas que proporcionaban una abundante luz y transformó el interior en un único espacio.

## Edificios residenciales

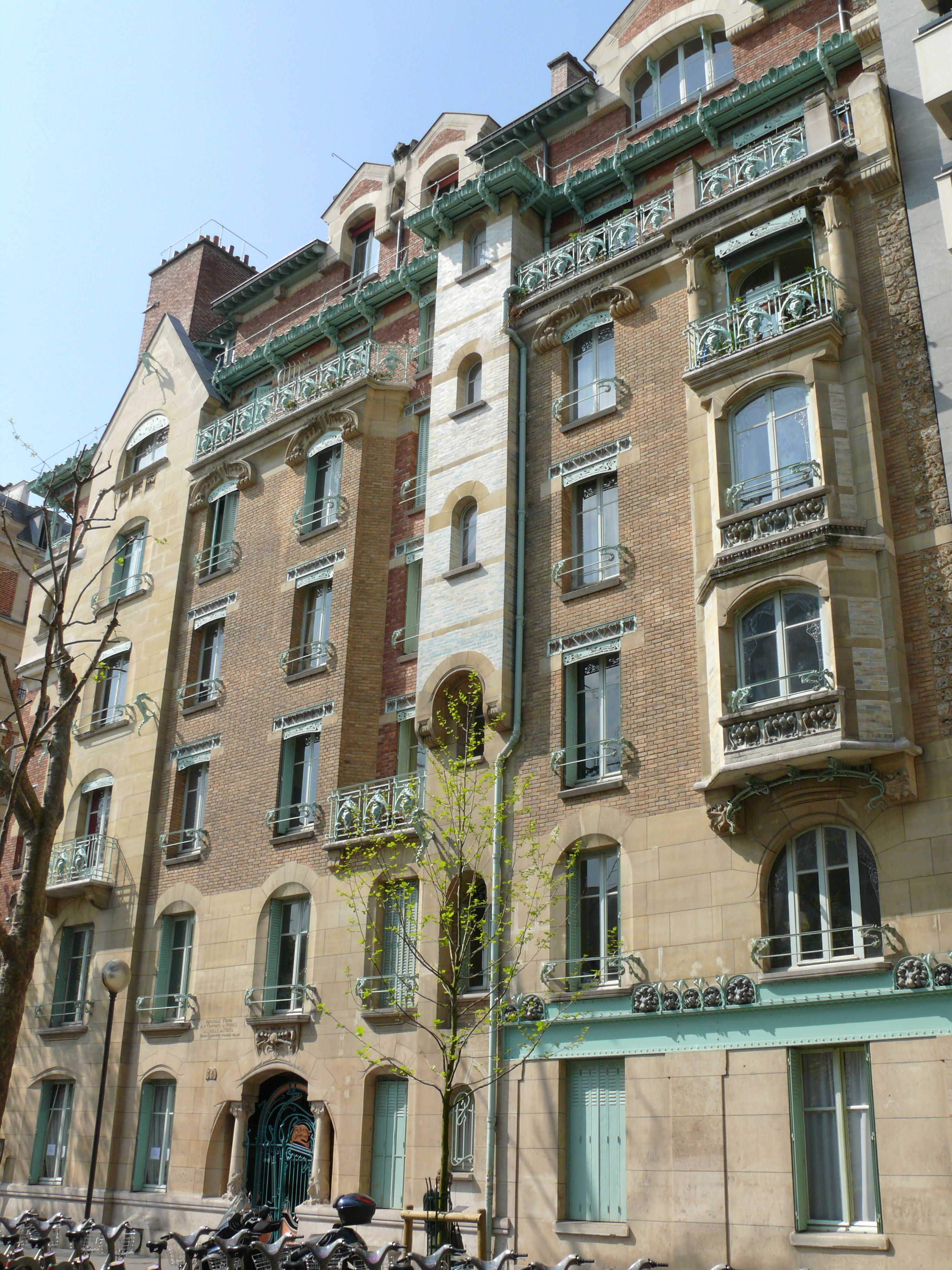
El Castel Béranger de Hector Guimard (1899).
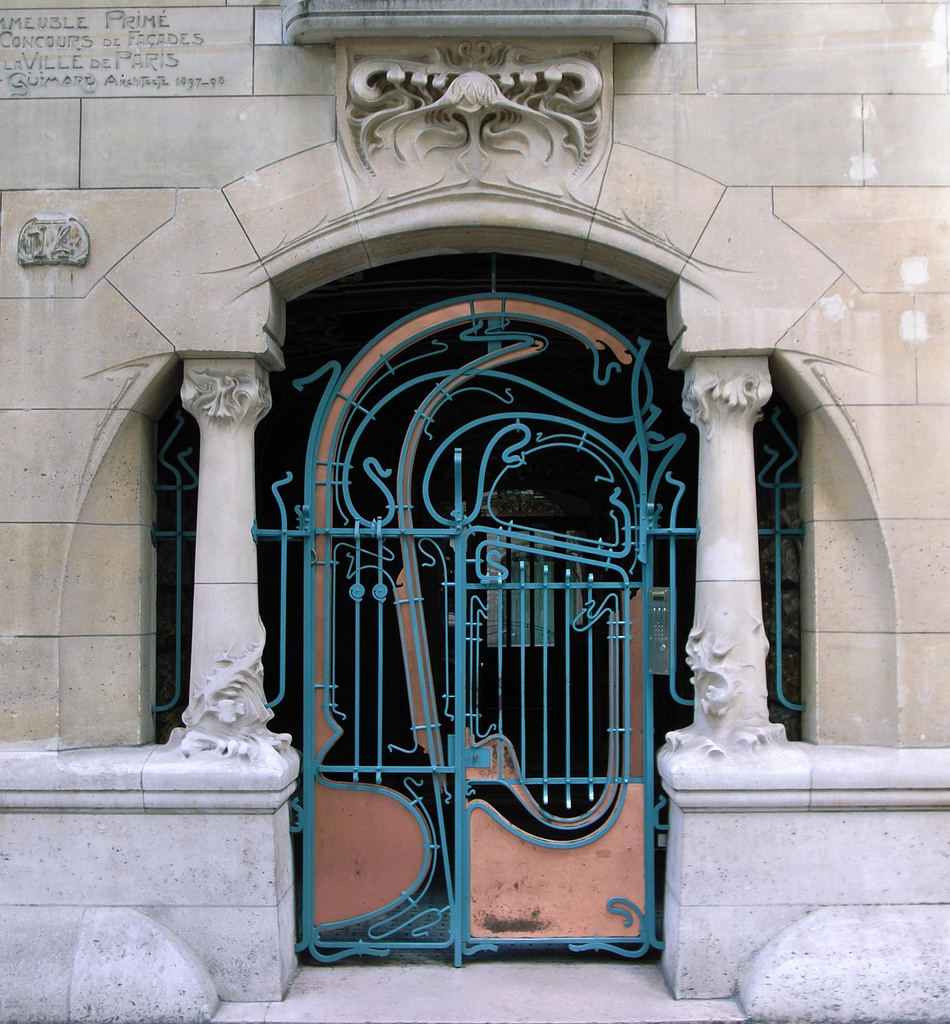
La entrada del Castel Béranger.
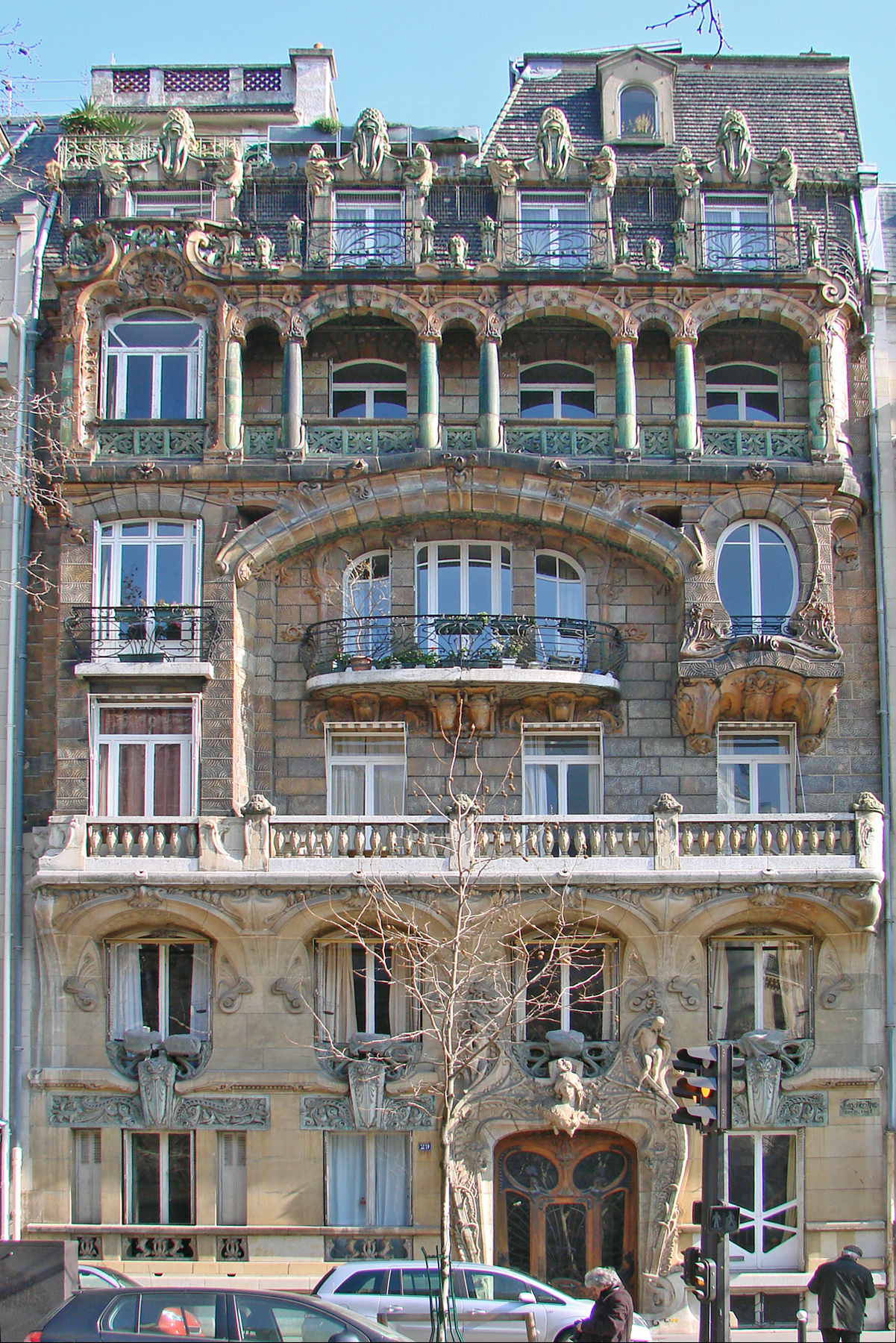
El Immeuble Lavirotte de Jules Lavirotte en el 29 de la Avenue Rapp (1901).
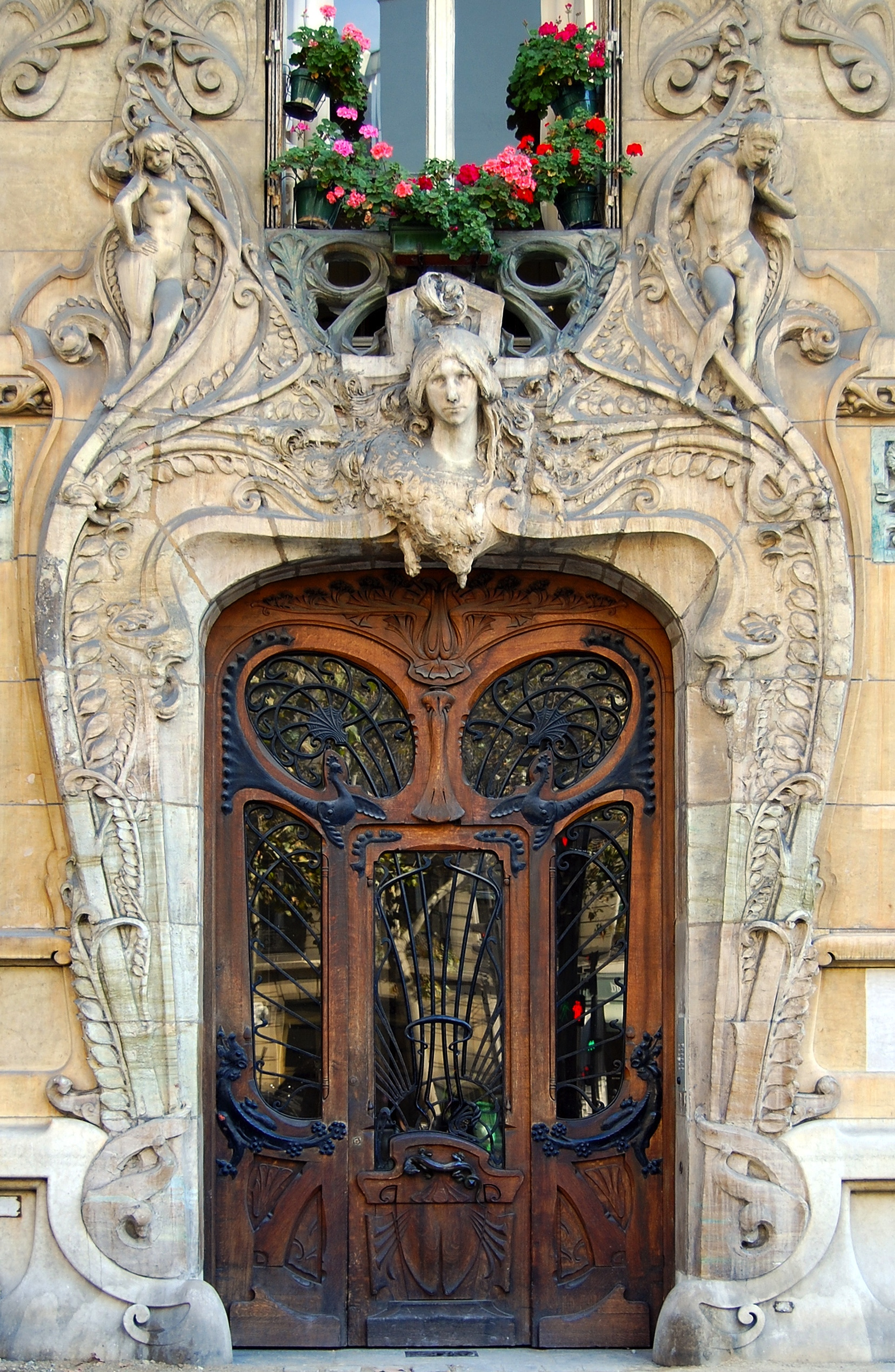
La entrada del Immeuble Lavirotte (1901).
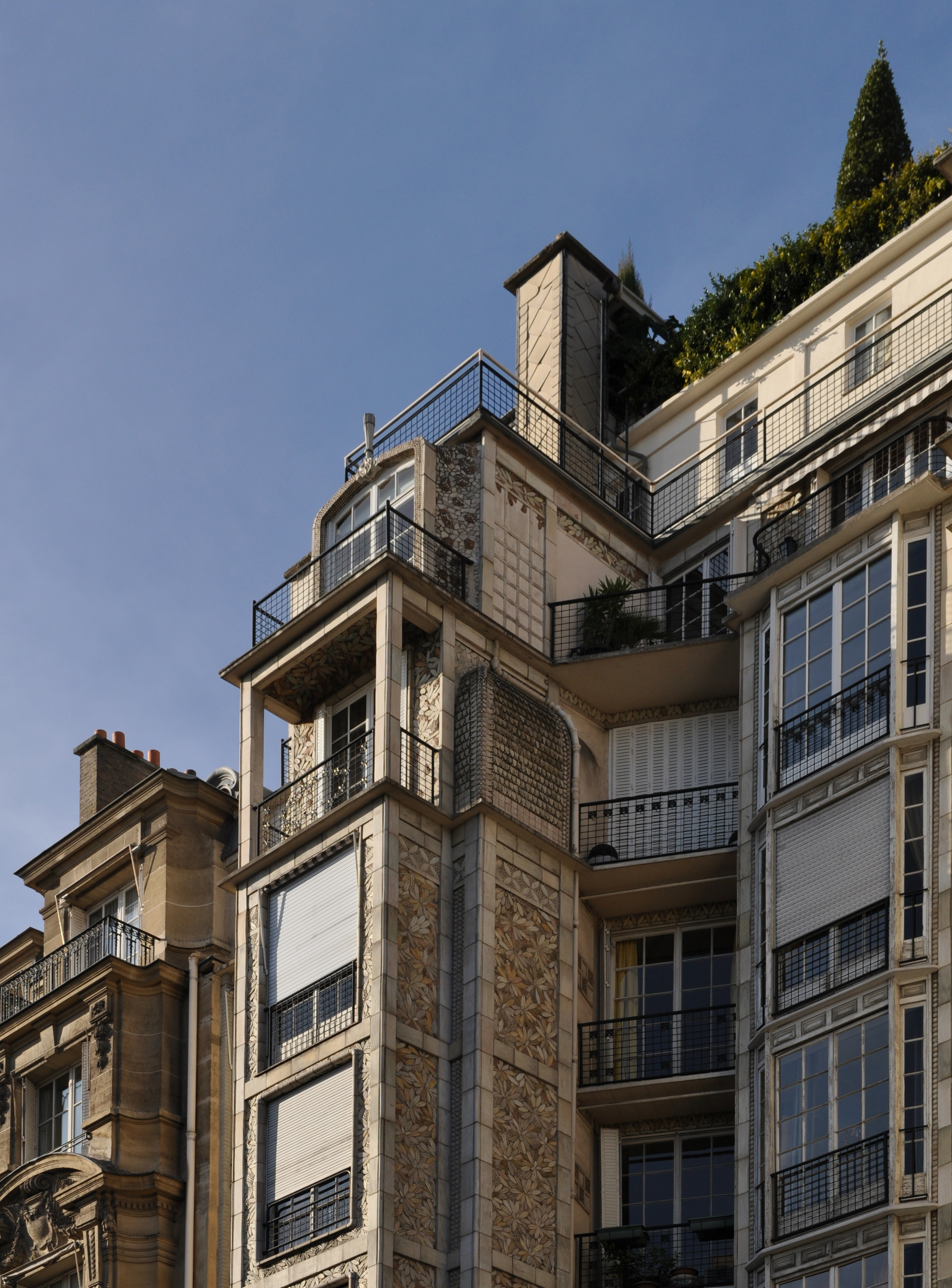
Edificio residencial de hormigón y cerámica diseñado por Auguste Perret en el 25 bis de la Rue Franklin (1904).
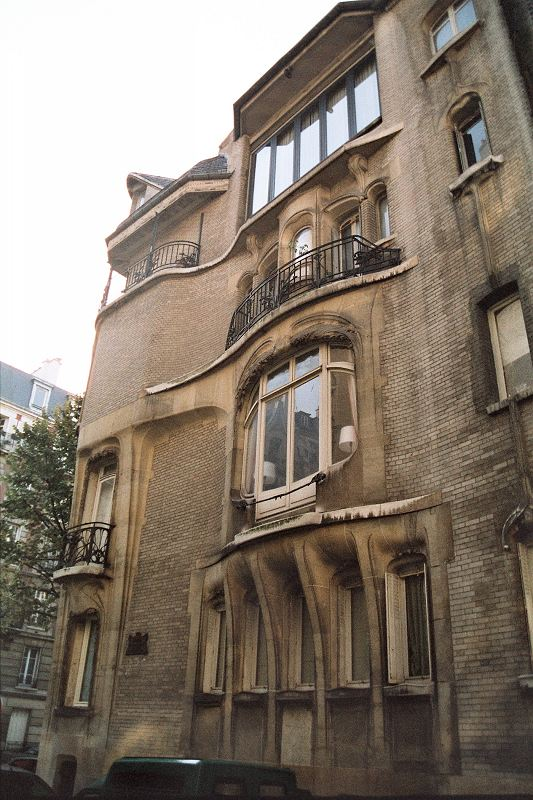
El Hôtel Guimard en el 122 de la Avenue Mozart (1909–1913).

A medida que se acercaba el final del siglo xix, muchos críticos de arquitectura se quejaron de que el estilo uniforme de los edificios de apartamentos impuesto por Haussmann en los nuevos bulevares de París bajo Napoleón III era monótono y poco interesante. Haussmann exigió que todos los edificios de apartamentos tuvieran la misma altura, y que sus fachadas tuvieran el mismo diseño general y usaran piedra del mismo color. En 1898, para tratar de dar más variedad al aspecto de los bulevares, el Ayuntamiento de París patrocinó un concurso que premiaría a la mejor fachada de un nuevo edificio de apartamentos. Uno de los primeros ganadores de este concurso, en 1898, fue el arquitecto de treinta y un años Hector Guimard (1867–1942). El edificio de Guimard, construido entre 1895 y 1898, se llamaba Castel Béranger y se encontraba en el 14 de la Rue Jean-de-la-Fontaine, en el Distrito XVI. Contenía treinta y seis apartamentos, cada uno de ellos con un diseño diferente. Guimard meditó y diseñó cada detalle del edificio él mismo, hasta los manillares de las puertas. Introdujo abundantes elementos decorativos neogóticos, fabricados en hierro forjado o esculpidos en piedra, que le dieron una personalidad diferente de la de cualquier otro edificio parisino. Guimard también era un experto en el nuevo arte de las relaciones públicas, y convenció a los críticos y al público de que este nuevo edificio anunciaba una revolución arquitectónica. En poco tiempo, gracias a su obra y su publicidad, se convirtió en el arquitecto más famoso de la Belle Époque en París.

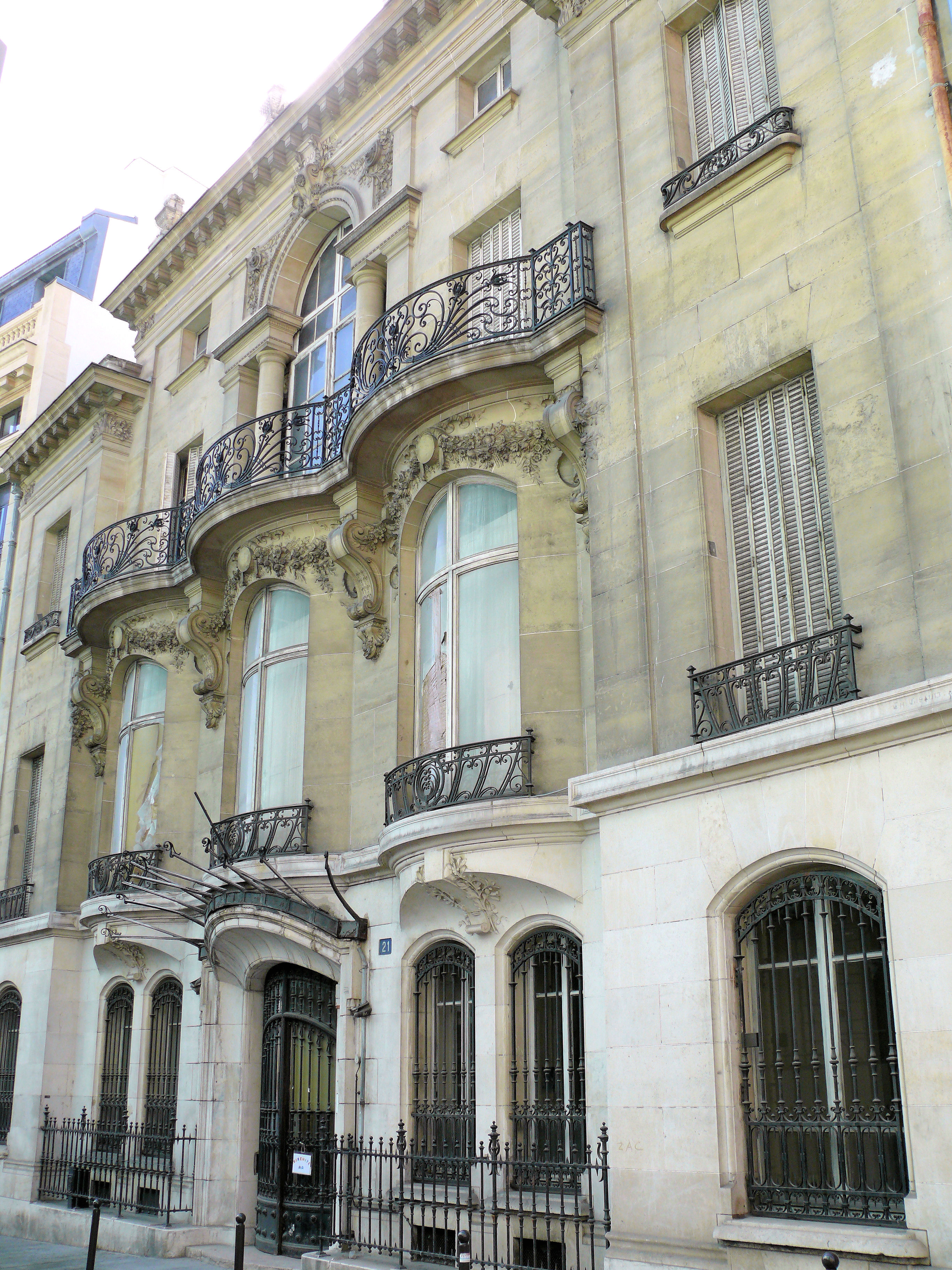
El Hôtel de Choudens (1901), una mansión neorrenacentista diseñada por Charles Girault, el arquitecto del Petit Palais.

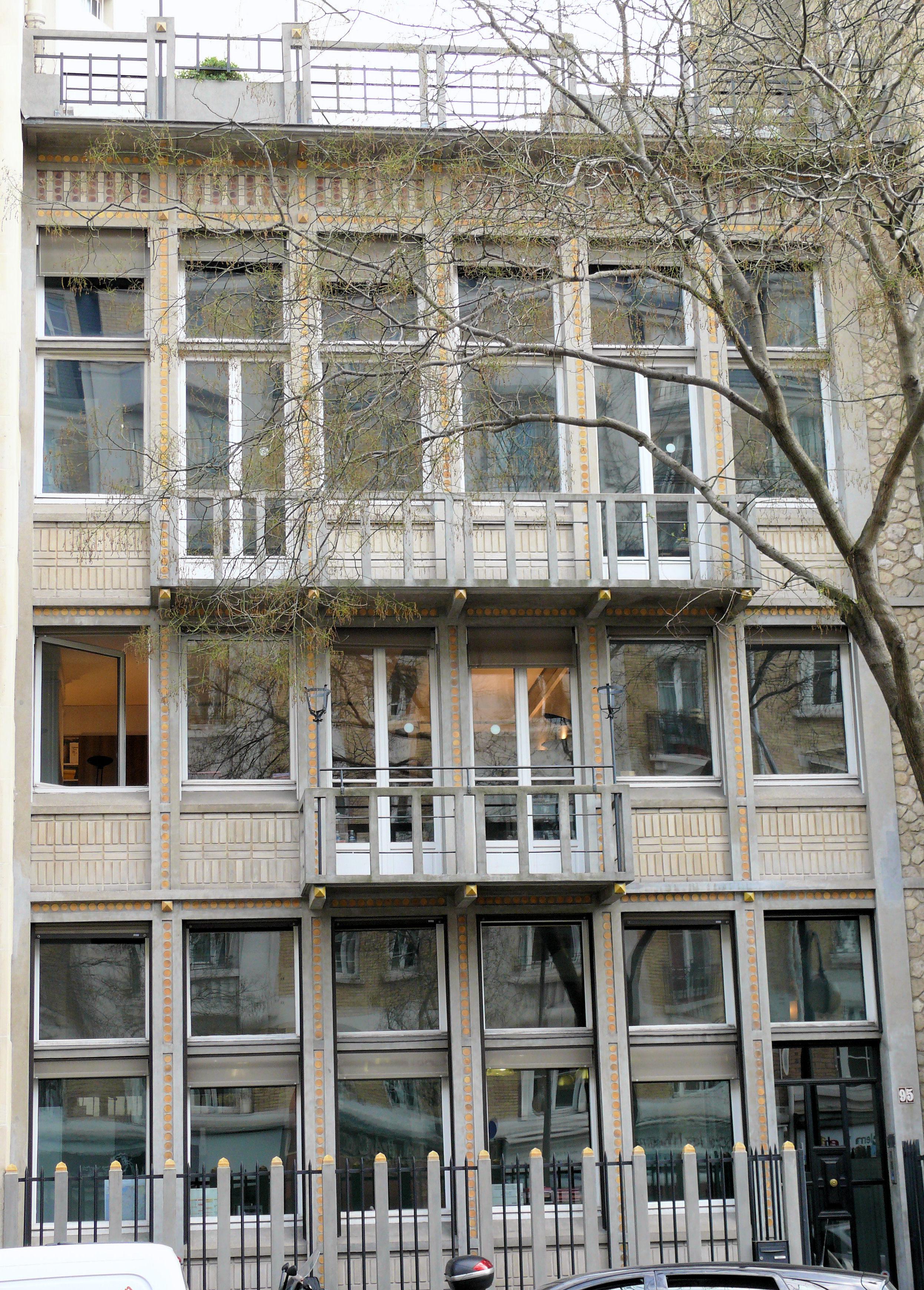
La casa del arquitecto Paul Guadet (1913).

En 1901, el concurso de fachadas fue ganado por otro arquitecto notable, Jules Lavirotte (1864–1924), con un edificio de apartamentos cuya fachada tenía una decoración cerámica obra de Alexandre Bigot, un profesor de química que se interesó en la cerámica a raíz de la muestra china en la Exposición Internacional de 1889, y que creó su propia empresa para hacer esculturas y decoraciones en cerámica. El Immeuble Lavirotte, situado en el 29 de la Avenue Rapp, en el Distrito VII, se convirtió en su mejor anuncio. Este edificio era más una obra de escultura que un edificio tradicional. A diferencia de otros edificios de París, cuya decoración habitualmente estaba inspirada en una época o en un estilo concreto, el Immeuble Lavirotte era único. Su entrada principal estaba rodeada por esculturas cerámicas, y las plantas más altas estaban revestidas completamente con azulejos y decoraciones en cerámica. El edificio también tenía un novedoso elemento constructivo: los muros fueron construidos con ladrillos huecos, se insertaron varillas de hierro en su interior y los ladrillos fueron rellenados con cemento. Lavirotte encargó la decoración exterior a un equipo de escultores y artesanos.
En 1904, el arquitecto Auguste Perret usó el hormigón armado para crear un edificio revolucionario en el 25 bis de la Rue Franklin, en el Distrito XVI. El hormigón armado ya se había usado antes en París, habitualmente para imitar la piedra, pero Perret fue uno de los primeros que aprovechó al máximo las nuevas formas arquitectónicas que podía crear. El edificio estaba en una parcela pequeña, pero ofrecía unas vistas excepcionales de París. Para maximizar las vistas, Perret construyó grandes ventanas enmarcadas por placas decorativas de cerámica fabricadas por Alexandre Bigot, montadas sobre el hormigón, de manera que la fachada del edificio estaba compuesta casi completamente por ventanas. Las placas eran de un color neutral, para que diera el aspecto de ser piedra. Añadiendo una exedra en la fachada, pudo crear cinco apartamentos en cada planta, cada uno de ellos con vistas, mientras que una fachada plana tradicional habría tenido solo cuatro.
Cerca del final de la Belle Époque, Hector Guimard cambió radicalmente su estilo respecto al de su Castel Béranger, construido en 1899. Entre 1909 y 1913 construyó su propia casa, el Hôtel Guimard, en la Avenue Mozart del Distrito XVI, en el que abandonó los colores y las decoraciones de su estilo anterior y los sustituyó por un edificio de albañilería y piedra que parecía haber sido esculpido por la naturaleza. Guimard había sido influido profundamente por un encuentro que tuvo cuando era joven con el arquitecto modernista belga Victor Horta, quien le dijo que el único aspecto de la naturaleza que un arquitecto debería imitar eran las curvas de las tallos de las flores y plantas. Guimard ya había seguido el consejo de Horta en la decoración del Castel Béranger, pero en el Hôtel Guimard lo hizo también en las barandillas de hierro forjado, en la puerta, en los marcos de las ventanas y en las curvas del propio edificio, que parecía un ser vivo.
El arquitecto Paul Guadet (1873–1931) fue otro pionero en el uso del hormigón armado. Diseñó varias centralitas telefónicas para el Ministerio de Correos, notables por sus líneas claras y su aspecto moderno. Trabajó para Correos desde 1912 hasta su muerte. La fachada de su casa particular, en el 95 del Boulevard Murat en el Distrito XVI, es notablemente moderna: es casi todo ventanas, enmarcadas por columnas de hormigón, discretamente decoradas con azulejos cerámicos de colores.
En las calles de París, un elegante neoclasicismo coexistía cómodamente con los nuevos estilos. El Hôtel Camondo, actual Museo Nissim de Camondo, en el 63 de la Rue Monceau del Distrito VIII, fue diseñado por René Sergent (1865–1927). Sergent era un graduado de la École special d'architecture, una escuela fundada en oposición a la Escuela de Bellas Artes y al movimiento modernista, dedicada a preservar el espíritu de Viollet-le-Duc y a educar arquitectos que fueran expertos tanto en el arte como en la ingeniería. Completado en 1911, su exterior era puro estilo Luis XVI, inspirado en el Petit Trianon y tomando prestados muchos detalles arquitectónicos de ese edificio. El interior usaba la tecnología más moderna disponible, incluida la iluminación eléctrica y uno de los primeros usos de la iluminación indirecta.
El Hôtel de Choudens, en el 21 de la Rue Blanche del Distrito IX, era otra residencia neoclásica, diseñada por Charles Girault (1851–1932), que había ganado el Premio de Roma y obtenido fama diseñando el Petit Palais para la Exposición Universal de 1900. Fue construido para Paul de Choudens, un libretista y editor musical. Además de las salas de recepción tradicionales, la planta baja incluía una habitación diseñada para realizar audiciones musicales. Su diseño estaba inspirado principalmente en las residencias del Renacimiento italiano, pero Girault añadió toques modernos en las ventanas curvas, la decoración floral de hierro forjado y las terrazas en la parte posterior que dan hacia el jardín.

## Grandes almacenes

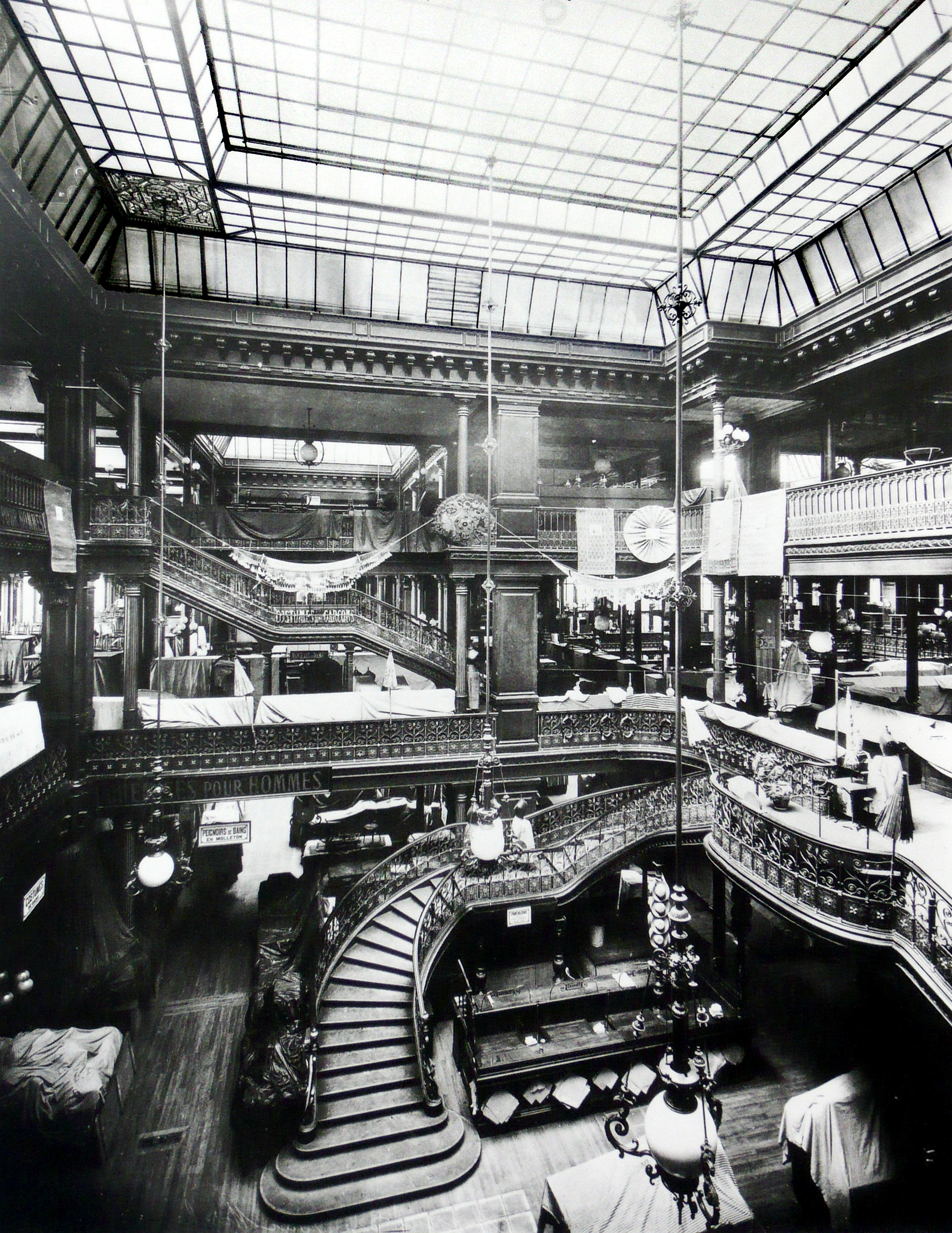
Interior de los grandes almacenes Le Bon Marché (1875).
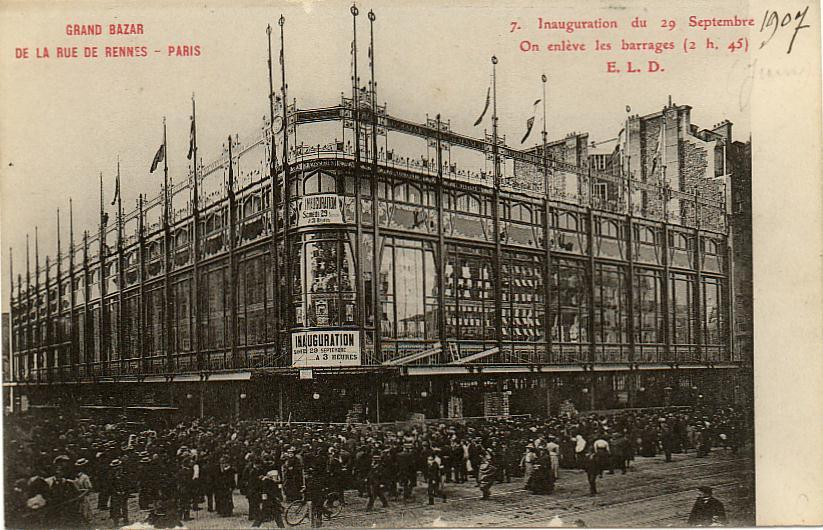
El Grand Bazar de la Rue de Rennes en su día de inauguración (1906).
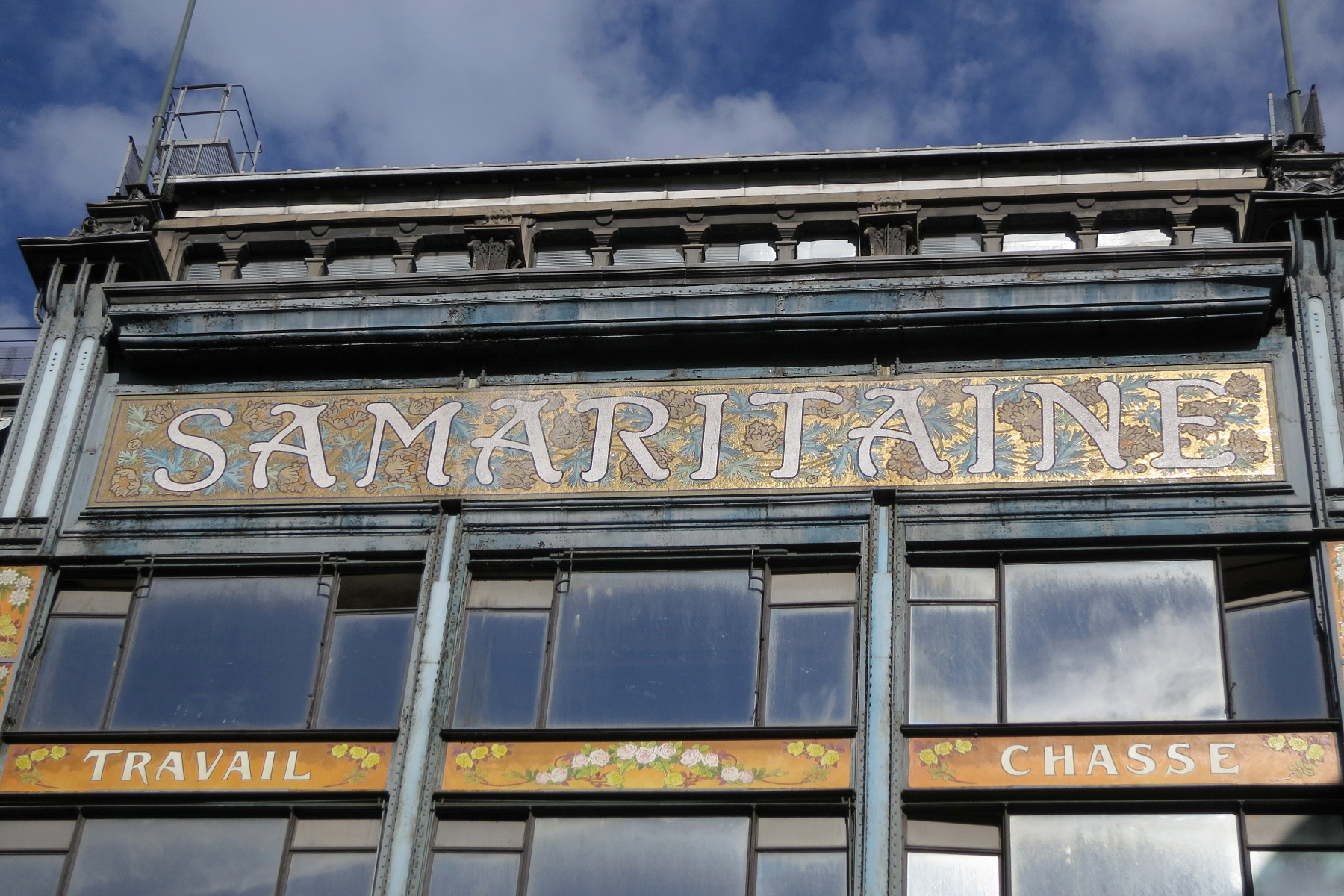
Un letrero floral modernista diseñado por el artista Eugène Grasset para la fachada de La Samaritaine (1903–1907).
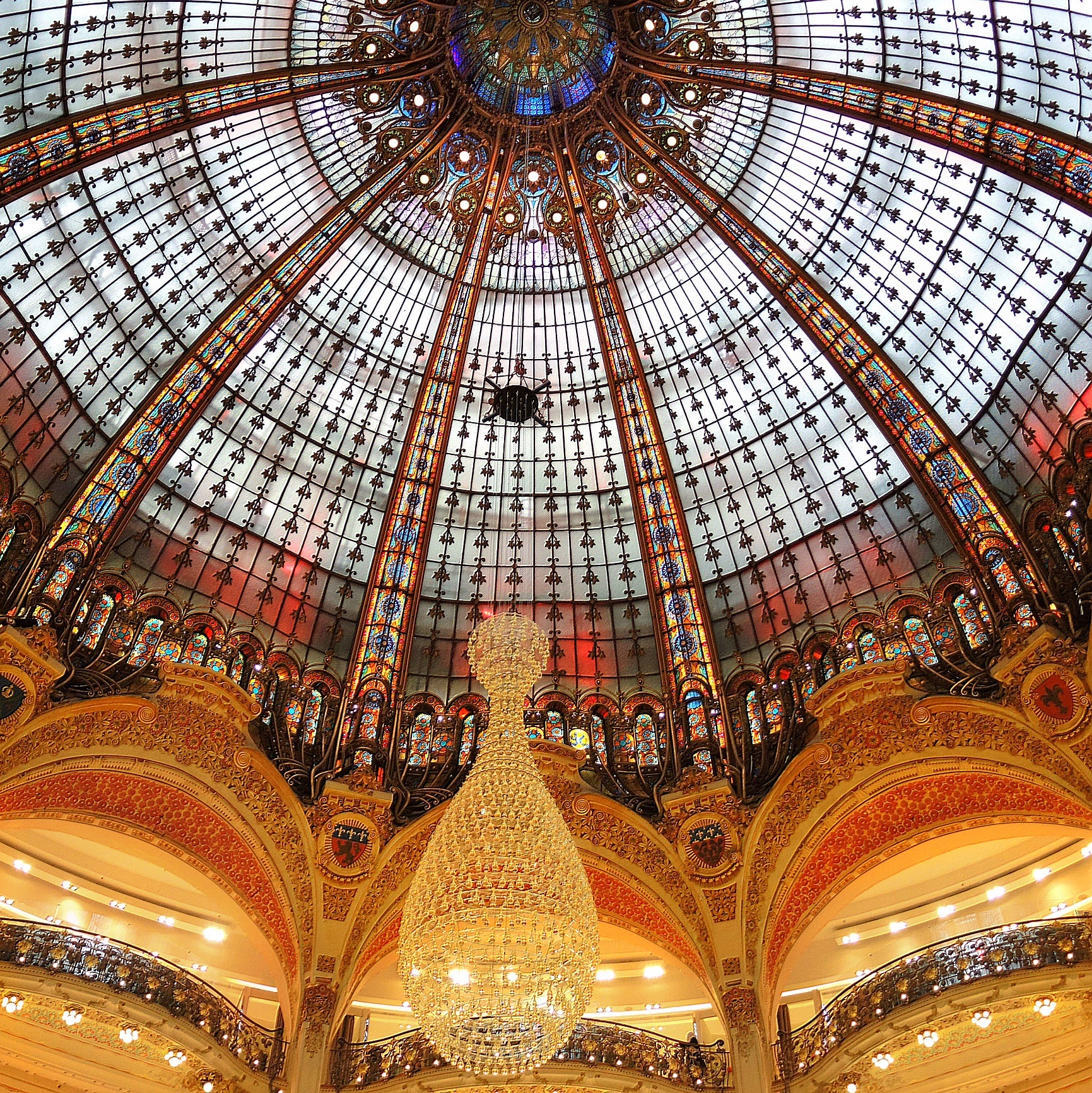
La cúpula modernista de Galeries Lafayette (1912) proporciona luz natural a las plantas que rodean el patio.

Los grandes almacenes modernos nacieron en París en 1852, poco antes de la Belle Époque, cuando Aristide Boucicaut amplió una tienda de variedades de tamaño mediano llamada Le Bon Marché y empezó a usar medios innovadores de marketing y fijación de precios, incluido un catálogo de pedidos por correo y rebajas de temporada. Cuando Boucicaut se hizo cargo de la tienda en 1852, tenía unos ingresos de 500 000 francos y doce empleados. Veinte años más tarde la tienda tenía 1825 empleados y unos ingresos de más de 20 millones de francos. En 1869 Boucicaut empezó a construir una tienda mucho más grande en la Rue de Sèvres, con una estructura de hierro y un patio central cubierto con un tragaluz de vidrio. Su arquitecto fue Louis Boileau, con la ayuda del estudio de ingenieros de Gustave Eiffel. Tras varias ampliaciones y modificaciones, el edificio fue completado en 1887 y se convirtió en el prototipo de otros grandes almacenes en París y en todo el mundo.
Pronto surgieron otros grandes almacenes para competir con Le Bon Marché: Au Louvre en 1865, el Bazar de l'Hôtel de Ville (BHV) en 1866, Au Printemps en 1865, La Samaritaine en 1870 y Galeries Lafayette en 1895. Entre 1903 y 1907 el arquitecto Frantz Jourdain diseñó el interior y la fachada del nuevo edificio de La Samaritaine, y encargó al artista Eugène Grasset que realizara la enorme inscripción del nombre de la tienda sobre un fondo floral. Jourdain usó abundantes azulejos esmaltados y un interior y exterior con colores brillantes, usando paneles amarillos y naranjas que contrastaban con las columnas verticales azules, que terminaban en una última planta de inspiración gótica. La estructura rectangular de metal del exterior estaba completamente revestida con diseños florales. La estructura original de 1907 tenía dos torres con cúpulas y chapiteles, como un castillo del Loira, pero estas fueron demolidas en la década de 1920 cuando la tienda se amplió hacia el Sena. En la década de 1930 el arquitecto Henri Sauvage remodeló la fachada y sustituyó muchos elementos modernistas por elementos art déco.
La iluminación de gas y la incipiente iluminación eléctrica suponían serios riesgos de incendio para los primeros grandes almacenes. Por ello, los arquitectos de las nuevas tiendas usaban grandes tragaluces de vidrio siempre que fuera posible para inundar las tiendas con luz natural, y diseñaban los balcones que rodeaban los patios centrales de manera que proporcionaran la máxima luz posible a cada sección. La tienda de Galeries Lafayette en el Boulevard Haussmann, completada en 1912, combinaba los tragaluces sobre los patios con balcones ondulados, que daban al interior el rico efecto rococó de un palacio barroco. Antes de que la tienda fuera ampliada y modernizada, tenía varios grandes salones verticales iluminados gracias a cúpulas de vidrio con una rica decoración.

## Edificios de oficinas

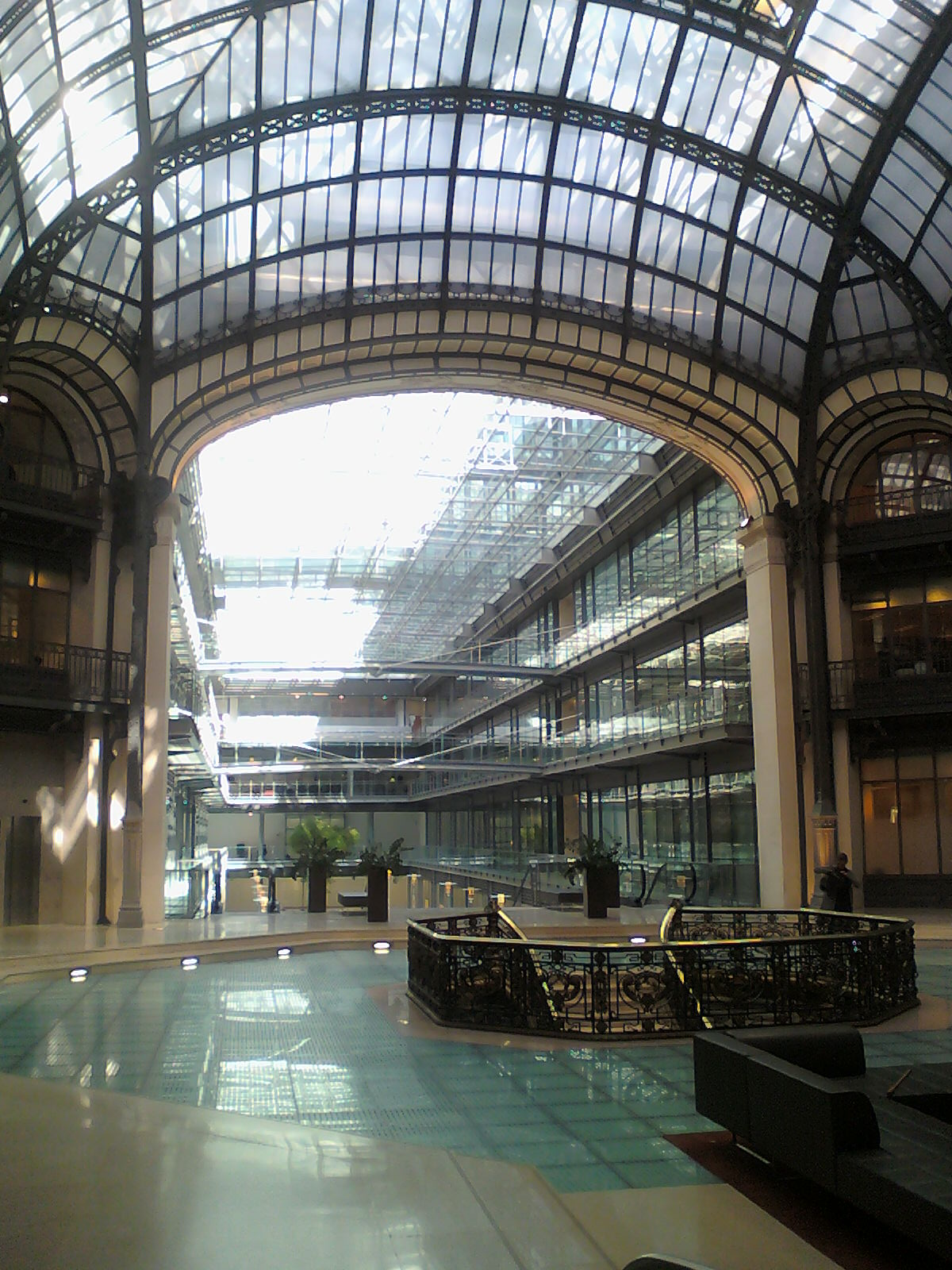
La gran galería de la sede de Crédit Lyonnais en el 18 de la Rue du Quatre-Septembre, de Victor Laloux (1907).

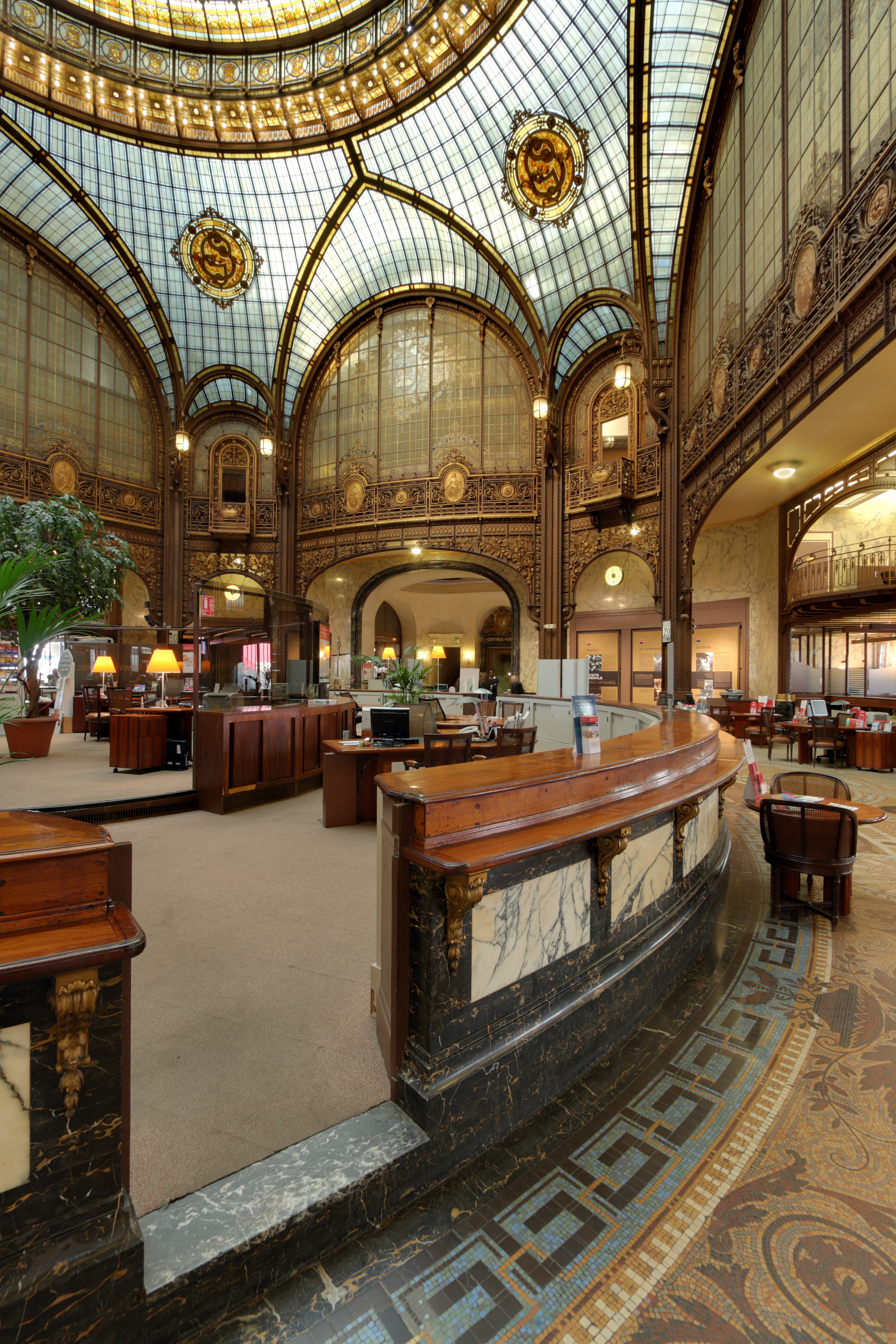
Cúpula de la sede de Société Générale en el 29 del Boulevard Haussmann, de Jacques Hermant (1905–1911).

El ascensor «seguro» fue inventado en 1852 por Elisha Otis, lo que hizo que los edificios altos fueran prácticos. El primer rascacielos del mundo, el Home Insurance Building, un edificio de diez plantas con estructura de acero, fue construido en Chicago entre 1884 y 1885 por el arquitecto William Le Baron Jenney. Pese a que en los Estados Unidos se estaban produciendo estos desarrollos, en París los arquitectos y sus clientes mostraban poco interés por construir edificios altos de oficinas. París ya era la ciudad más densamente poblada de Europa, ya era la capital bancaria y financiera del continente, y además, desde 1889 tenía la estructura más alta del mundo, la Torre Eiffel. Además de la Torre Eiffel, el skyline de París contaba con el Arco de Triunfo, la basílica del Sagrado Corazón y las cúpulas, torres y chapiteles de numerosas iglesias. Aunque algunos arquitectos parisinos visitaron Chicago para ver lo que estaba sucediendo allí, ningún cliente quiso cambiar el familiar skyline de París.
Los nuevos edificios de oficinas de la Belle Époque a menudo usaban acero, vidrio, ascensores y otras nuevas tecnologías, pero las escondían detrás de sobrias fachadas neoclásicas de piedra y tenían la misma altura que los demás edificios de los bulevares haussmannianos. La empresa vidriera Saint-Gobain construyó una nueva sede en la Place des Saussaies en el Distrito VIII en la década de 1890. Dado que la empresa había sido fundada durante el reinado de Luis XIV en 1665, el edificio, diseñado por el arquitecto Paul Noël, era completamente moderno en el interior, pero su fachada tenía toques arquitectónicos del siglo anterior, columnas colosales, una cúpula cuadrada y ornamentos esculturales con bellos detalles.
Las espectaculares cúpulas de vidrio se convirtieron en un elemento habitual en los edificios comerciales y de oficinas parisinos de la Belle Époque, proporcionando abundante luz natural cuando la iluminación de gas entrañaba un importante peligro de incendio y la iluminación eléctrica era primitiva. Estas cúpulas siguieron el ejemplo del almacén central de libros de la Biblioteca Nacional de Francia, diseñada por Henri Labrouste en 1863, y del tragaluz de los grandes almacenes Le Bon Marché, diseñado por Louis-Charles Boileau en 1874. El arquitecto Jacques Hermant (1855–1930) tenía una formación puramente clásica —había ganado el Premio de Roma de la Escuela de Bellas Artes en 1880— pero también le fascinaban las ideas modernas. En 1880 viajó a Chicago para ver los nuevos edificios de oficinas que se estaban construyendo allí, y diseñó una innovadora estructura de hierro para el Salón de Ingeniería Civil de la Exposición de 1900. Entre 1905 y 1911, construyó la espectacular cúpula de vidrio de la sede de Société Générale en el 29 del Boulevard Haussmann.
La sede del banco Crédit Lyonnais, construida en 1883 en el Boulevard des Italiens por William Bouwens Van der Boijen, era clásica en el exterior, pero en el interior era uno de los edificios más modernos de la época, con una estructura de hierro y un tragaluz de vidrio que proporcionaba abundante luz al gran salón donde se guardaban los títulos y las escrituras. En 1907 el edificio fue renovado con una nueva entrada en el 15 de la Rue du Quatre-Septembre, diseñada por Victor Laloux, que también diseñó la Estación de Orsay, el actual Museo de Orsay. La nueva entrada tenía una llamativa rotonda con una cúpula de vidrio sobre un suelo de ladrillos de vidrio que permitían que la luz natural iluminara las plantas inferiores. Esta entrada fue dañada gravemente por un incendio en 1996; la rotonda fue restaurada, pero solo se conservan unos pocos elementos del gran salón.

## La nueva Sorbona

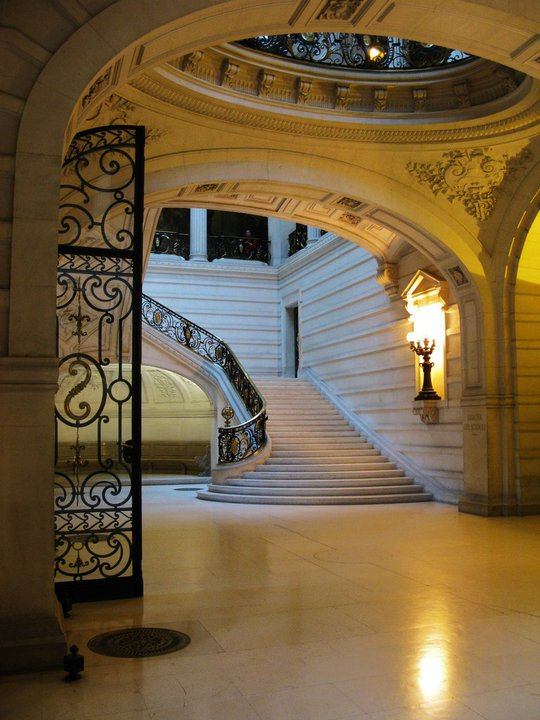
Una de las dos escaleras que conducen al Gran Anfiteatro de la Sorbona.
Panorama del Gran Anfiteatro, decorado con murales que representan la historia de la universidad.
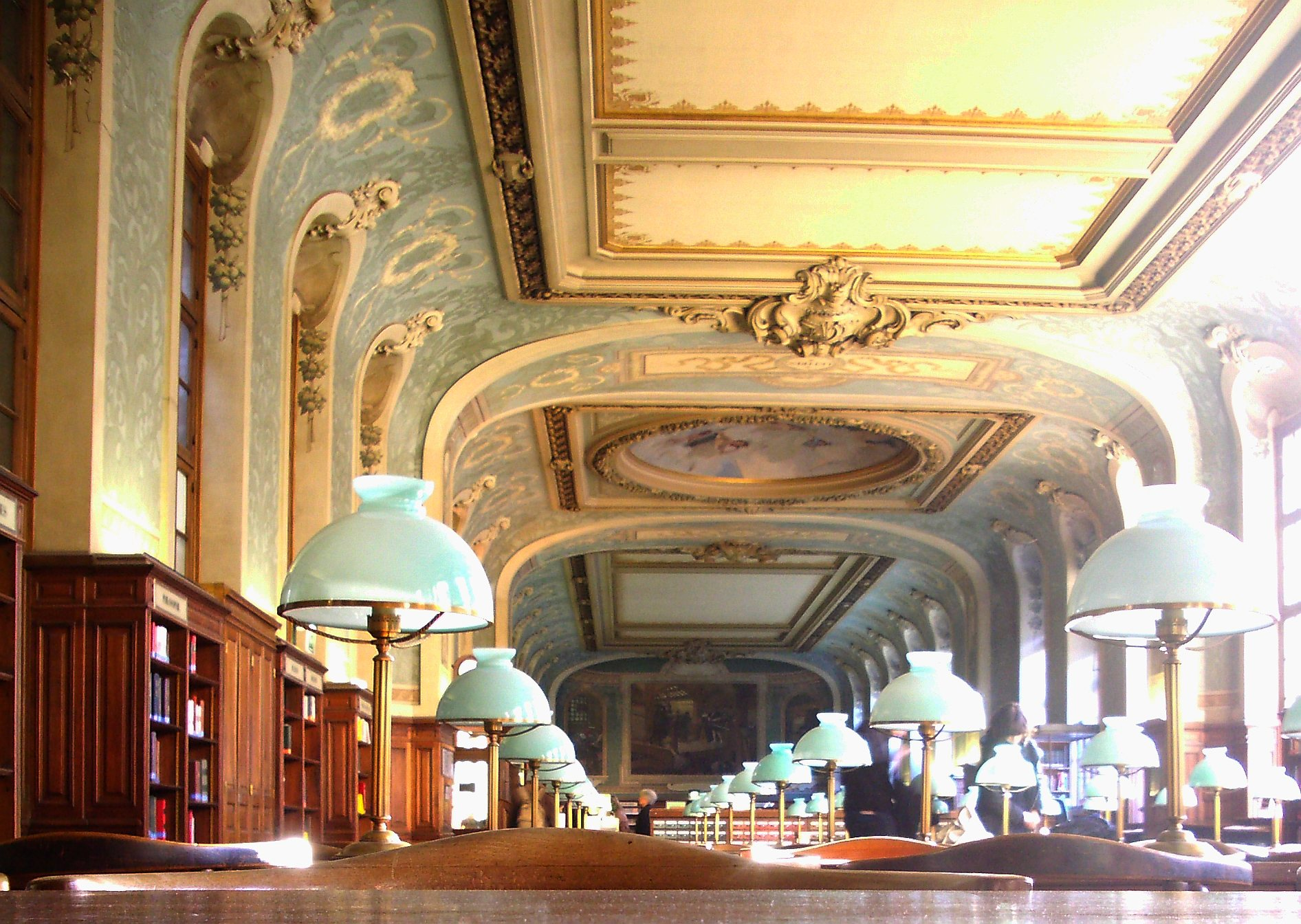
La Sala Saint-Jacques, la sala de lectura de la biblioteca de la Sorbona (1897).

Uno de los proyectos arquitectónicos más ambiciosos de la Belle Époque fue la construcción de un nuevo edificio para la Sorbona, que sustituiría a los edificios deteriorados y saturados de la antigua universidad, al mismo tiempo que preservaría el espíritu y la tradición de la arquitectura del siglo xvii. El concurso convocado en 1882 fue ganado por un arquitecto poco conocido, Henri-Paul Nénot, que solo tenía veintinueve años de edad. Era un graduado de la Escuela de Bellas Artes y había trabajado para varios arquitectos, incluido Charles Garnier. El principal elemento del edificio es el Gran Anfiteatro, en el 47 de la Rue des Écoles. Nénot colocó los elementos más llamativos del edificio en el interior, y en particular en el vestíbulo, con sus grandes arcos y sus dos escaleras simétricas que conducen a los balcones y al gran salón del Consejo de la Universidad, situado bajo una cúpula completamente abierta hasta la segunda planta. El arquitecto prestó también una gran atención a los espacios secundarios, no solo a las habitaciones principales, y a las diferentes perspectivas que se crean a medida que los visitantes suben las escaleras. Un tragaluz totalmente moderno inunda de luz el anfiteatro. La apertura de la arquitectura interior también ilumina y resalta los murales que ilustran la historia de la universidad.
La primera parte del proyecto fue realizada en la década de 1880. La segunda parte, en la década de 1890, creó nuevas fachadas y una arcada alrededor del gran patio en el 17 de la Rue de la Sorbonne, desde el que se veía la capilla. Nénot conservó algunos motivos de los edificios antiguos y unos pocos elementos arquitectónicos originales, como el gran reloj de sol que decoraba la fachada del edificio central que daba hacia el patio. Las fachadas fueron simplificadas y dotadas de una mayor claridad y armonía, al mismo tiempo que se conservaba el espíritu esencial de la arquitectura del siglo xvii. En 1897 se completó la Sala Saint-Jacques, la sala de lectura de la biblioteca de la Sorbona, con su techo abovedado y sus paredes decoradas en el más puro estilo Beaux Arts.

## Iglesias y sinagogas

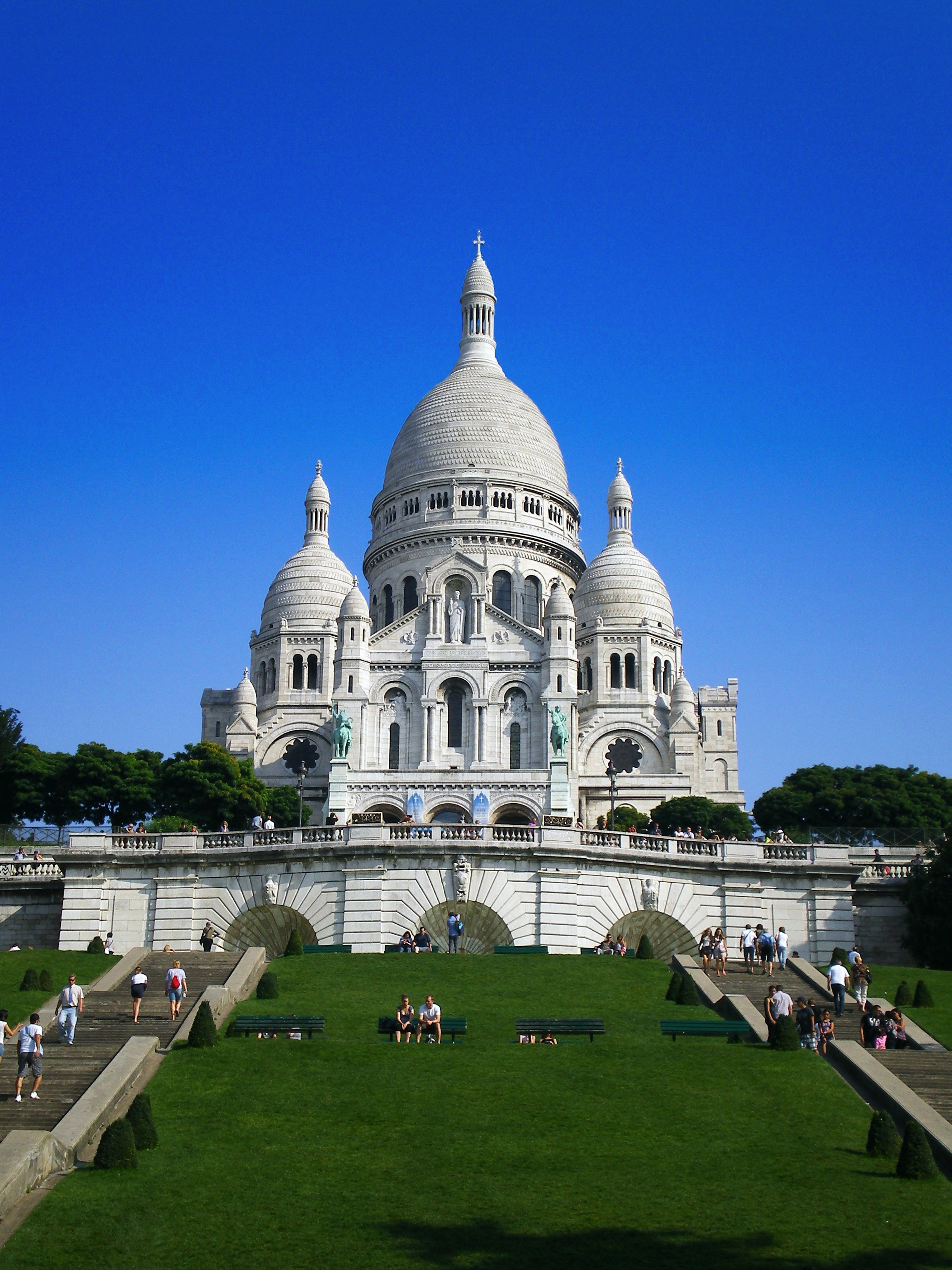
La basílica del Sagrado Corazón, diseñada por Paul Abadie y construida entre 1874 y 1914.
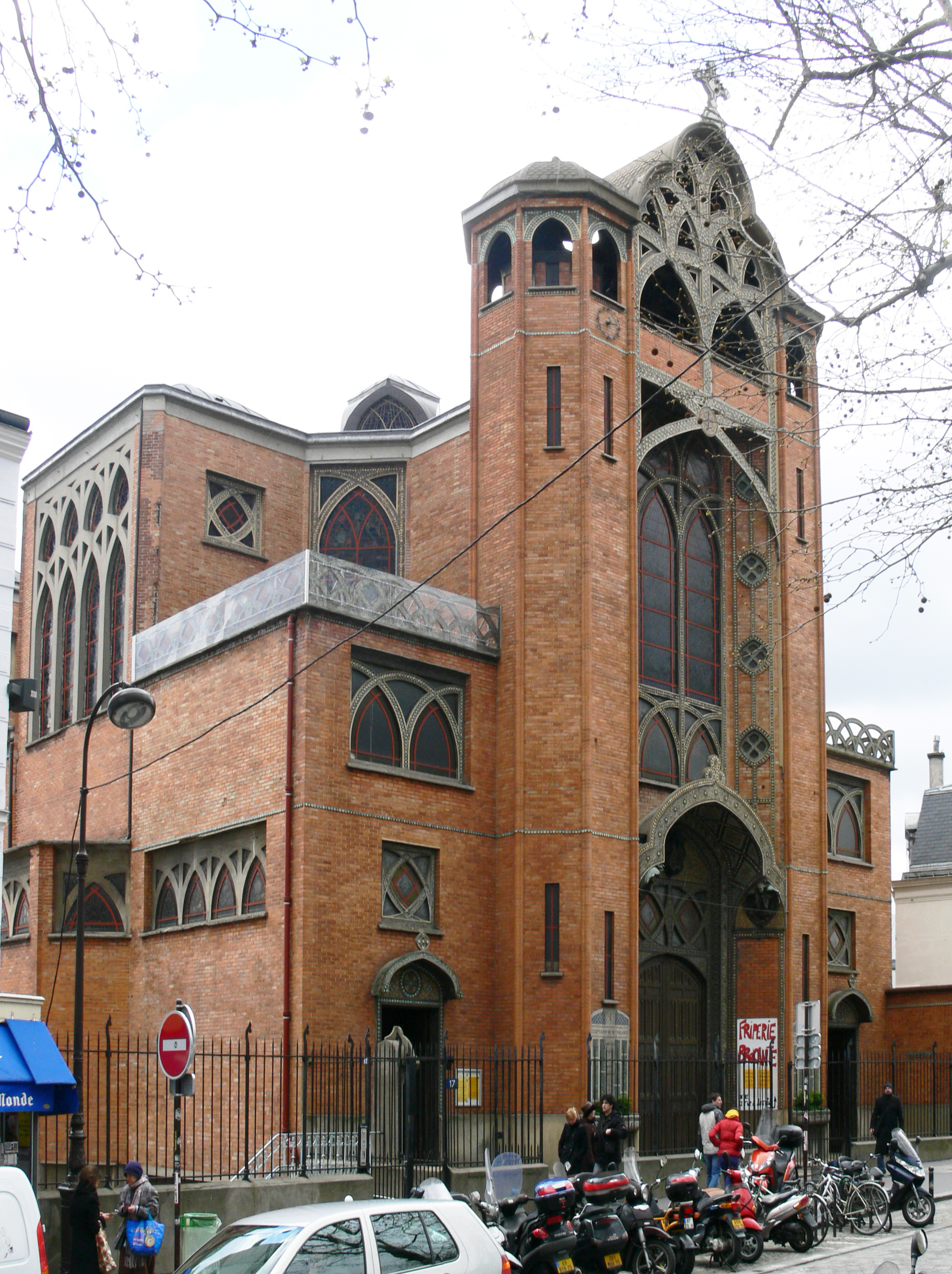
La iglesia de Saint-Jean-de-Montmartre, diseñada por Anatole de Baudot (1894).
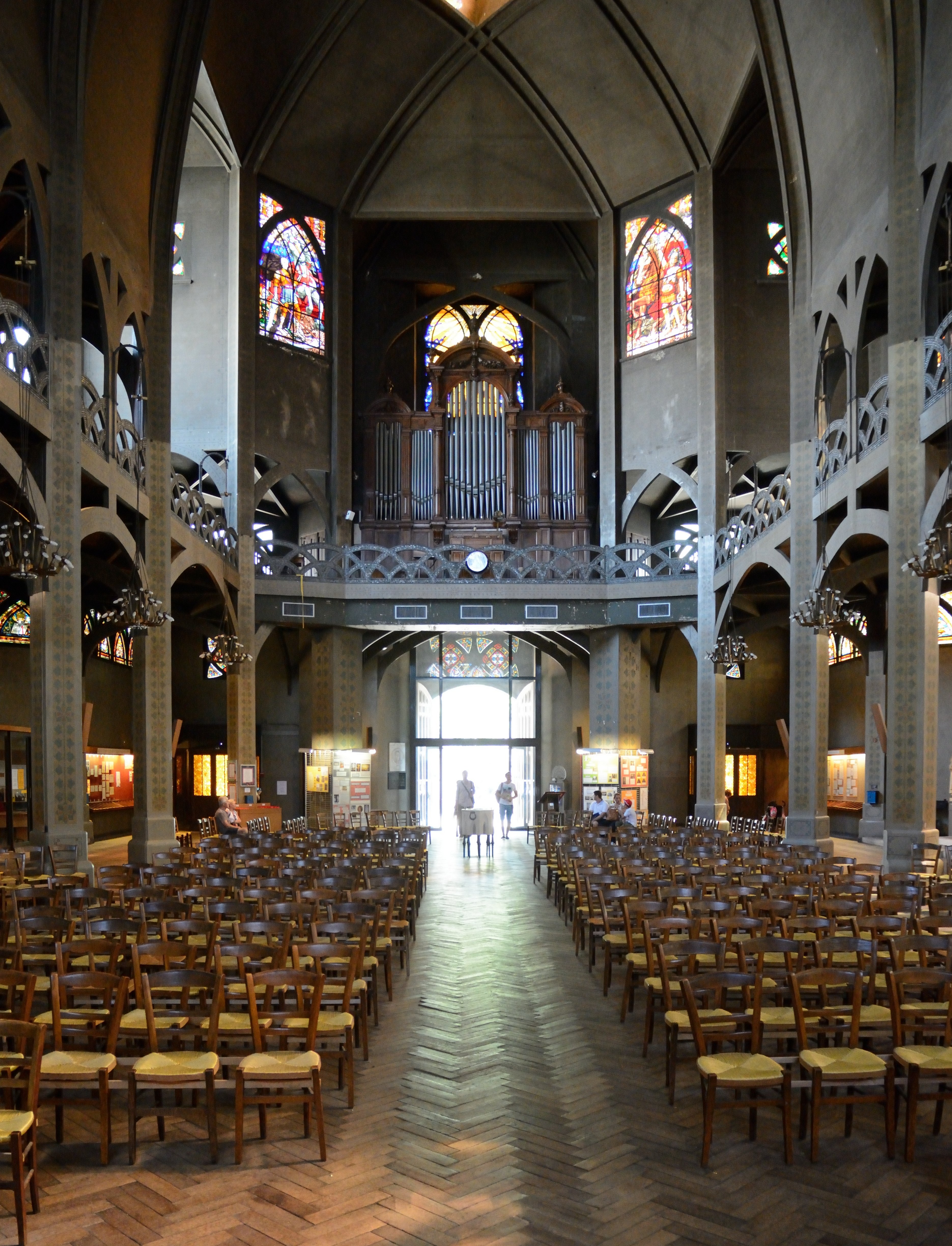
Interior de la iglesia de Saint-Jean-de-Montmartre.
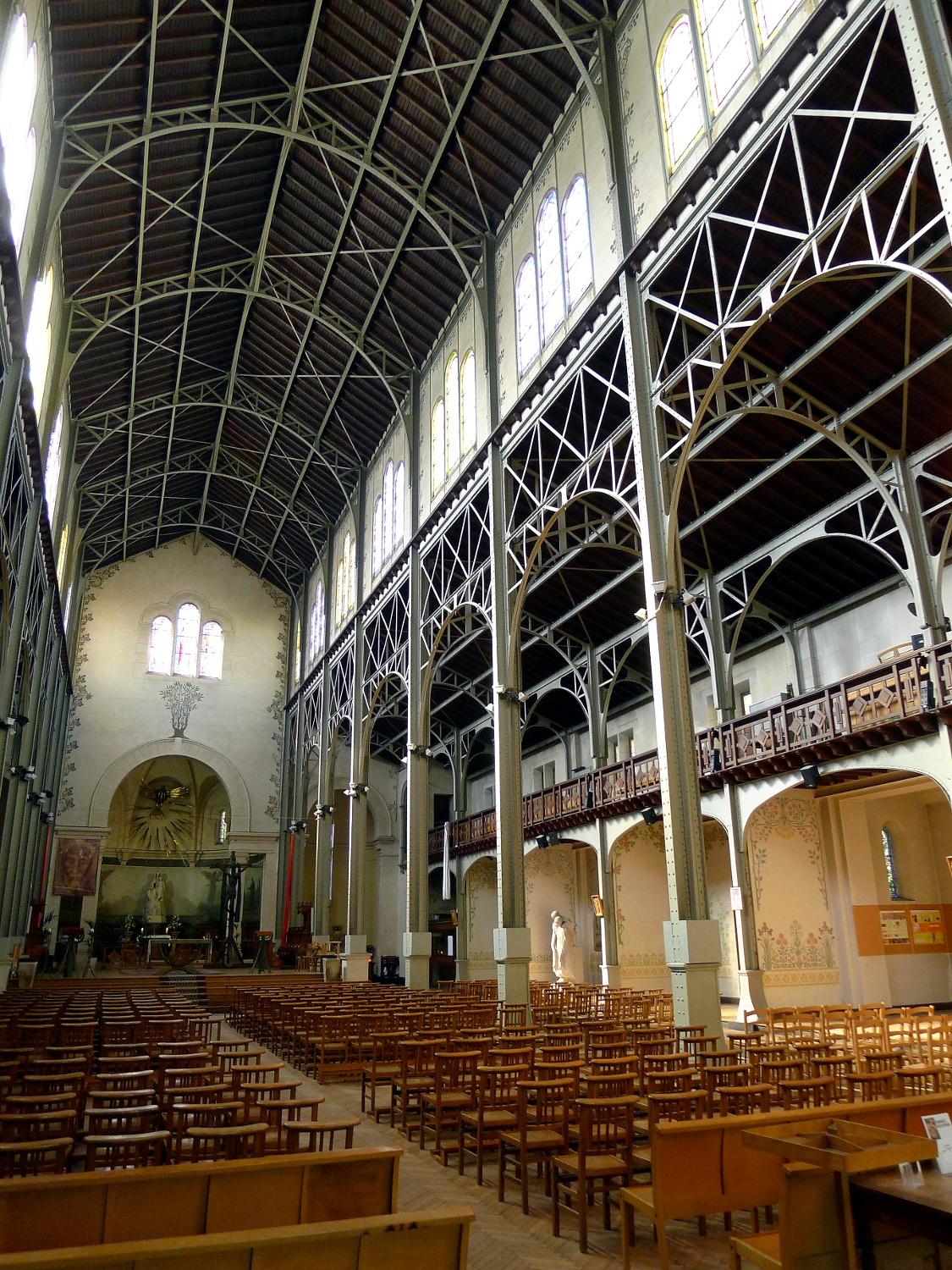
La iglesia de Notre-Dame-du-Travail, construida para los obreros de la Exposición Universal de 1900 (1897–1902).
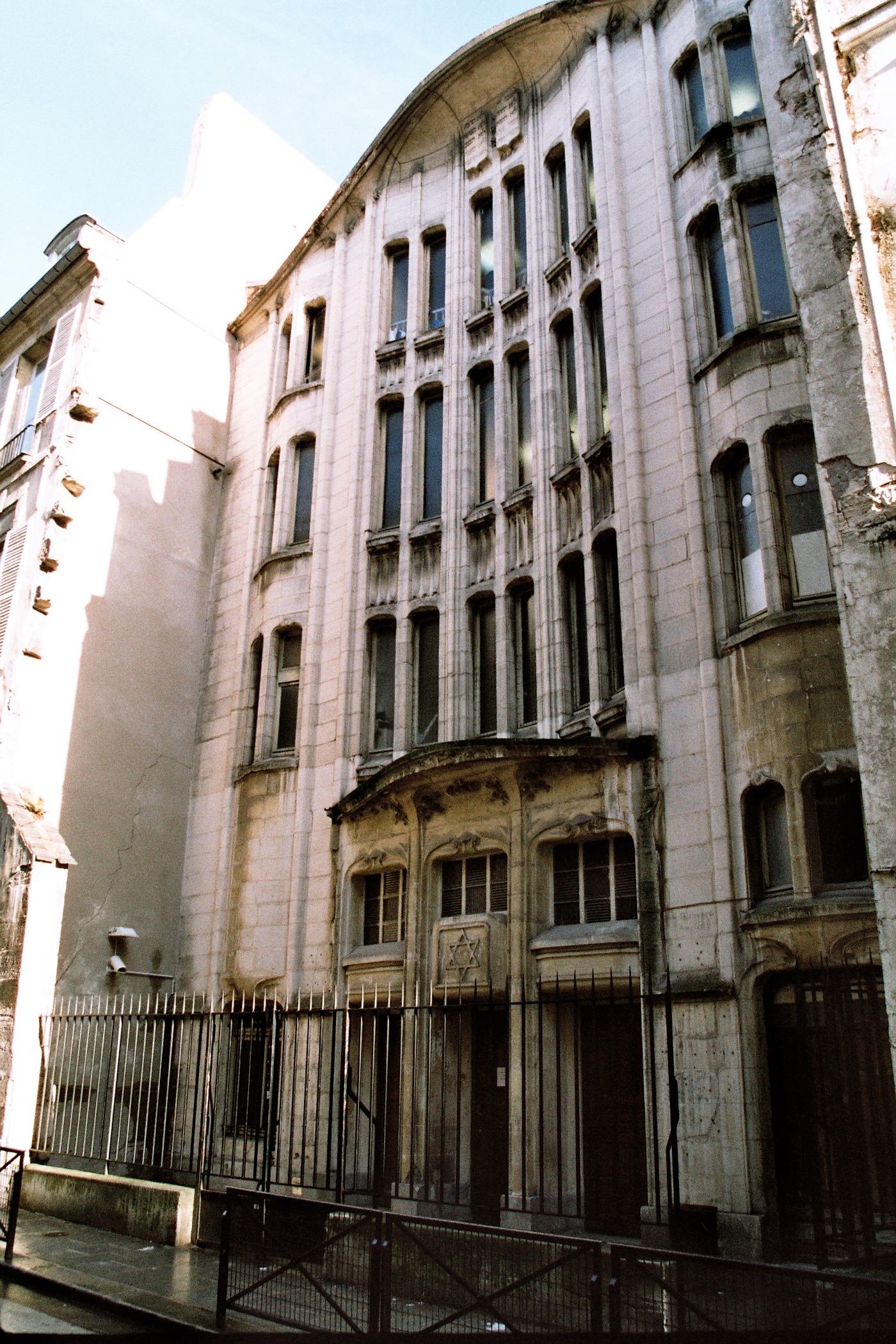
Exterior de la sinagoga de la Rue Pavée, diseñada por Hector Guimard (1913).
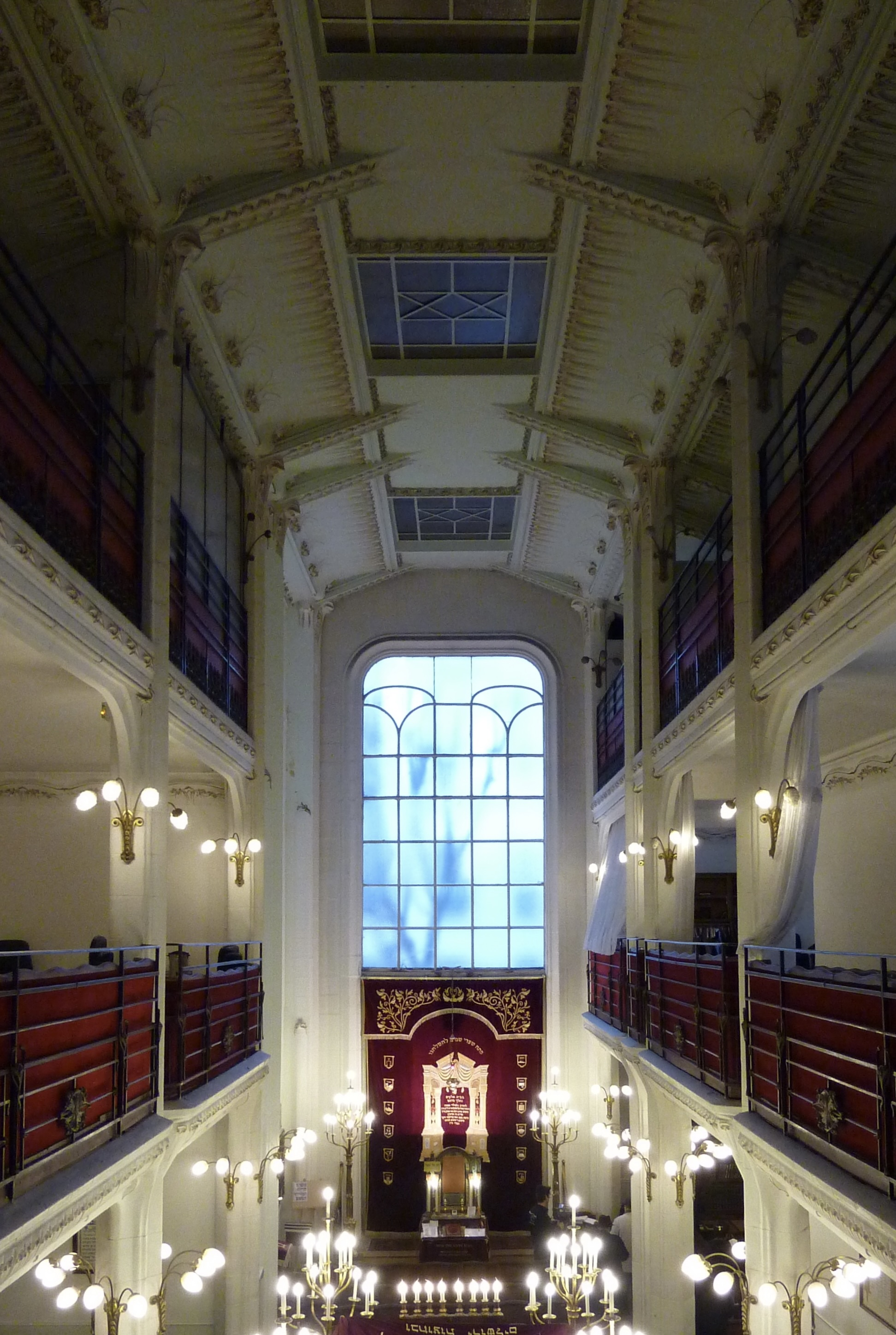
Interior de la sinagoga de la Rue Pavée, con sus discretos detalles modernistas.

La mayor parte de las iglesias en la primera etapa de la Belle Époque fueron construidas en estilo ecléctico o historicista; el ejemplo más destacado es la basílica del Sagrado Corazón de Montmartre, diseñada por Paul Abadie. Su proyecto fue escogido por el arzobispo en un concurso en el que participaron setenta y ocho arquitectos. Abadie era un experto en la arquitectura románica, medieval y bizantina y en la restauración histórica, y había trabajado con Viollet-le-Duc en la restauración de la Catedral de Notre Dame en la década de 1840. Su diseño era una combinación de los estilos neorrománico y neobizantino, similar a las cúpulas de la catedral de Saint-Front de Périgueux del siglo xii, en cuya restauración había participado. La construcción de la basílica se prolongó desde 1874 hasta 1914, debido en parte a los problemas de construir en la colina de Montmartre, que estaba perforada por numerosos túneles usados para extraer el yeso usado para fabricar escayola para los edificios de París. Abadie murió en 1884, mucho antes de que se finalizara su obra. La consagración de la iglesia se aplazó debido a la Primera Guerra Mundial, y no se realizó hasta 1919.
Posteriormente, a finales del siglo xix, algunos arquitectos intentaron desarrollar iglesias con nuevas formas y una nueva estética, usando materiales modernos. El mejor ejemplo es la iglesia de Saint-Jean-de-Montmartre, iniciada en 1894 por el arquitecto Anatole de Baudot. Baudot era un experto en la arquitectura medieval, y fue discípulo de Viollet-le-Duc. Fue profesor en la Escuela de Chaillot, que formaba a los arquitectos en la restauración de monumentos históricos, así como profesor de arquitectura medieval en la Escuela de Bellas Artes. En su proyecto para la nueva iglesia combinó el gótico con el modernismo e hizo encargos a algunos de los artistas modernistas más importantes, incluido el artista de la cerámica Alexandre Bigot, el artesano del hierro Émile Robert y el escultor Pierre Roche. Fue la primera iglesia de París construida en hormigón armado, y algunos elementos, particularmente las fachadas laterales, eran muy originales. El resultado es una curiosa combinación del gótico y el modernismo.
Otro diseño original fue el de la iglesia de Notre-Dame-du-Travail en el Distrito XIV, del arquitecto Jules Astruc. Construida entre 1897 y 1902 para sustituir a una iglesia parroquial más pequeña, fue diseñada para el gran número de trabajadores de la construcción que habían llegado a París para trabajar en la Exposición de 1900 y que se instalaron en el barrio. Mientras el exterior de la iglesia es de estilo románico simple y sin adornos, el interior mostraba abiertamente y de manera espectacular su estructura de hierro.
En 1913 Hector Guimard diseñó la sinagoga Agoudas Hakehilos en el 10 de la Rue Paveé, en el barrio de Le Marais. Fue construida para la Unión de Judíos Ortodoxos como un lugar de culto para el gran número de refugiados judíos procedentes de Rusia y de Europa del Este que se instalaron en París en torno al cambio de siglo. Al igual que sus otros edificios modernistas tardíos, tenía muy poca ornamentación en el exterior: su originalidad estaba expresada en las ondulaciones de sus líneas verticales. El interior era algo más ornamentado, y todas las luminarias, soportes, barandillas de hierro y elementos de decoración vegetal fueron diseñados por el propio Guimard. En la víspera de Yom Kippur en 1941, durante la ocupación alemana, fue dinamitada, junto con otras seis sinagogas de París, dañando gravemente la fachada, pero fue restaurada posteriormente. La nueva fachada, particularmente el gablete sobre la entrada, es ligeramente más curva y ornamentada que la original.

## Hoteles

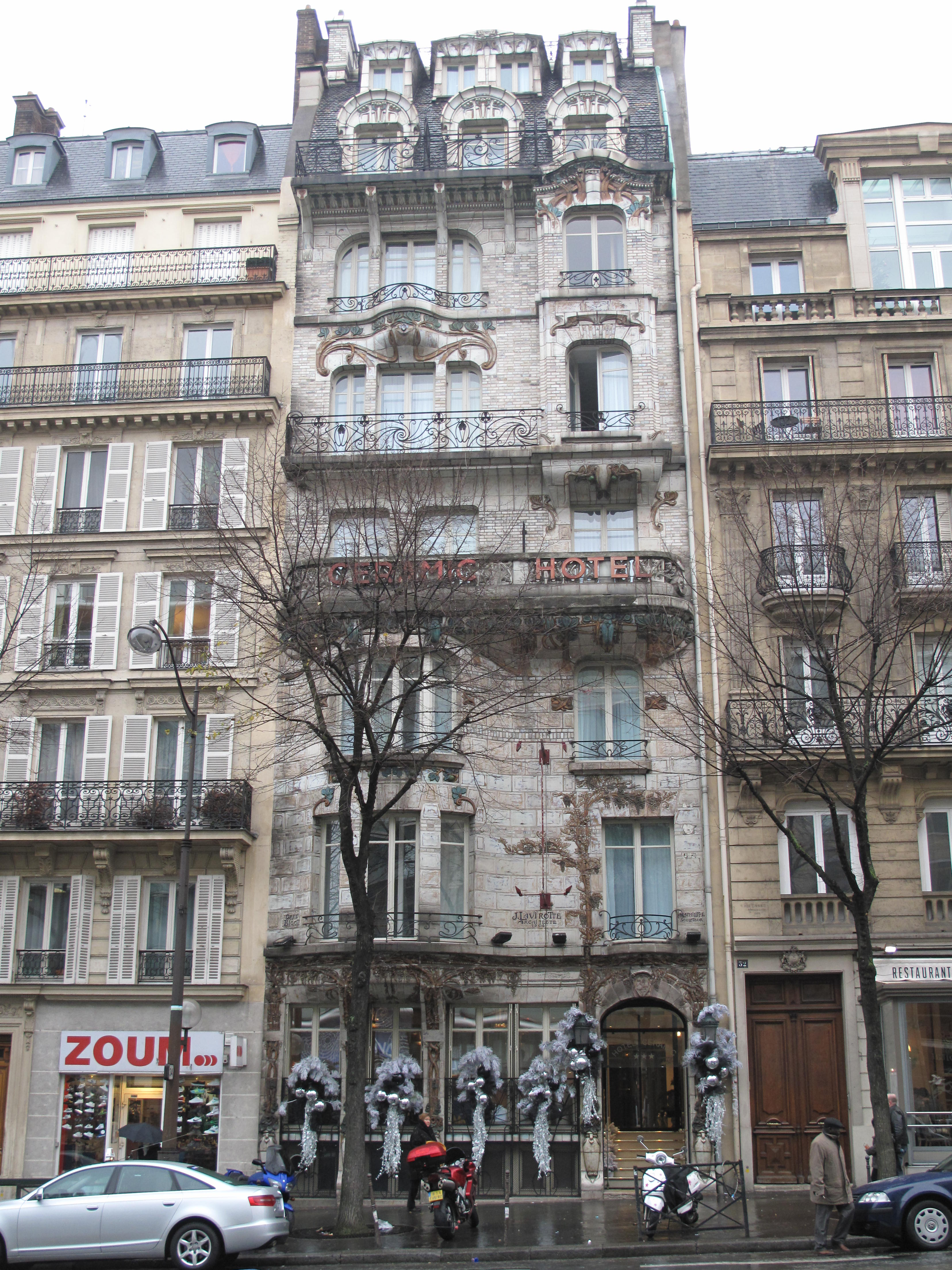
El Céramic Hôtel, en el 34 de la Avenue de Wagram, del arquitecto Jules Lavirotte (1905).
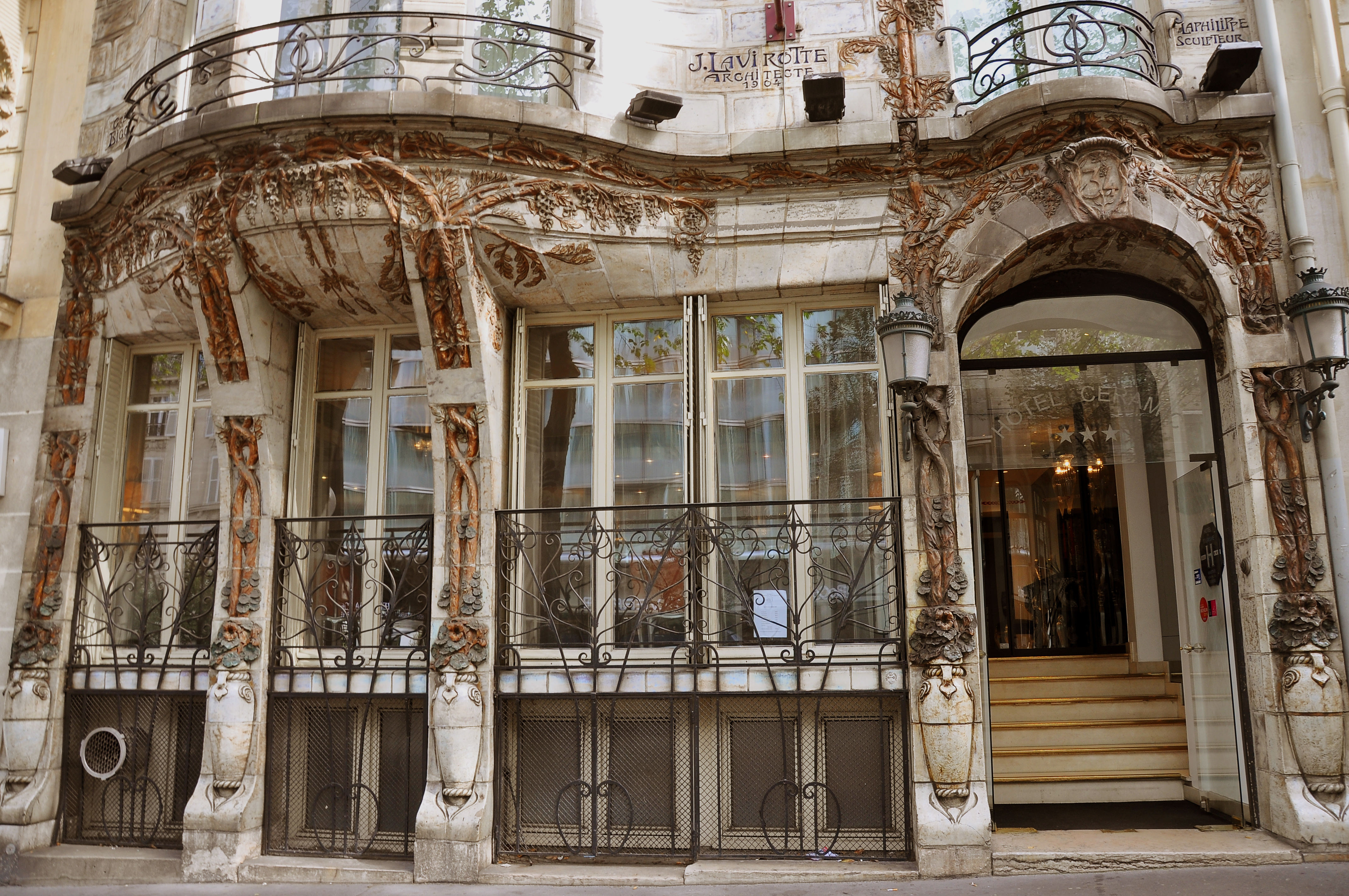
Fachada del Céramic Hôtel, revestida con decoraciones y esculturas en cerámica de Camille Alaphilippe.
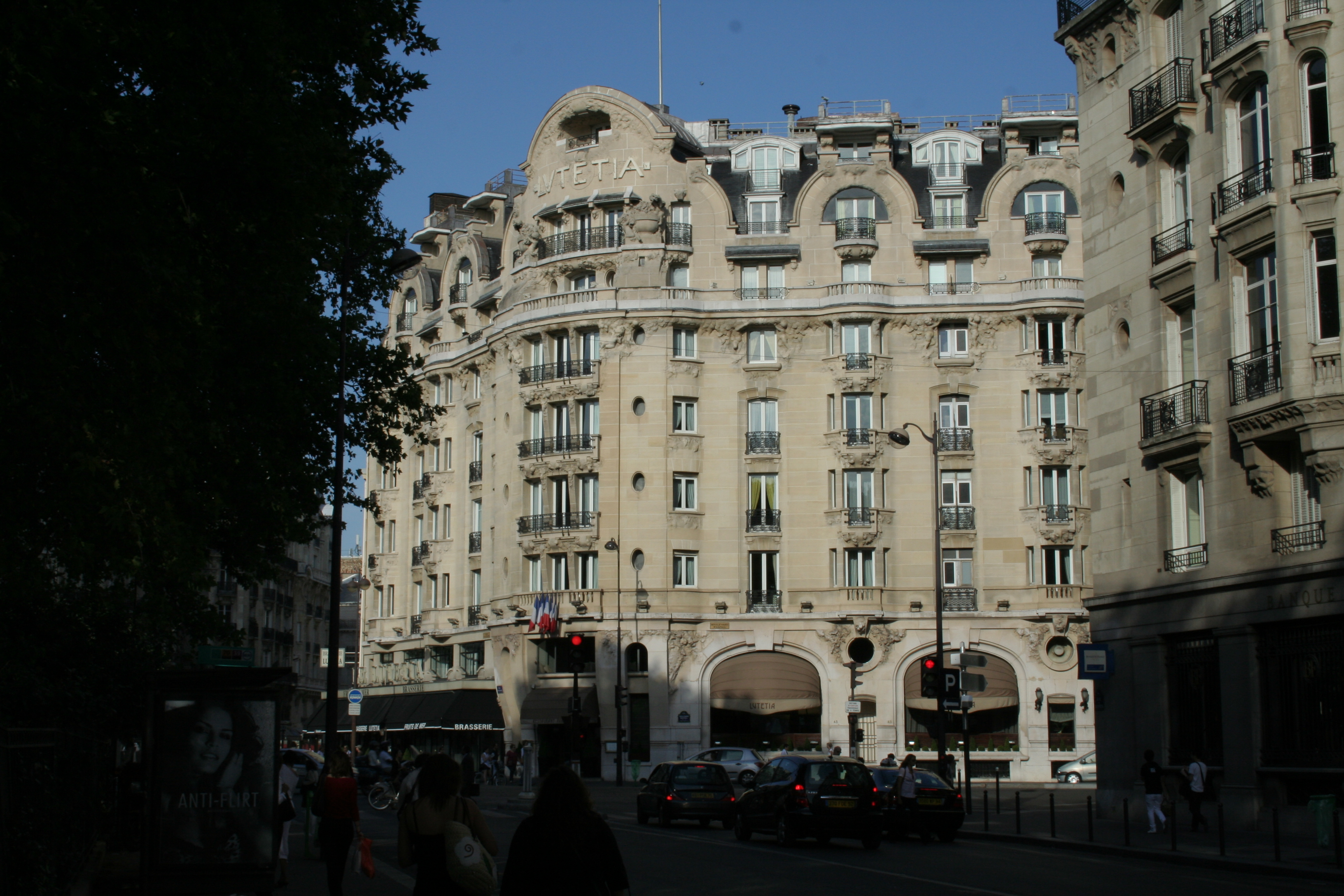
El Hôtel Lutetia (1910), diseñado por Louis-Charles Boileau, destinado originalmente a los clientes acaudalados de los grandes almacenes Le Bon Marché.

El Céramic Hôtel, en el 14 de la Avenue de Wagram del Distrito VIII, fue construido en 1905 por el arquitecto Jules Lavirotte, con esculturas de Camille Alaphilippe. Al igual que el Immeuble Lavirotte, la fachada de hormigón armado está revesida casi completamente con decoraciones fabricadas por el estudio de cerámica de Alexandre Bigot. Ganó el concurso municipal de fachadas en 1905.
El hotel más importante de estilo modernista es el Hôtel Lutetia, construido en 1910 en el 45 del Boulevard Raspail. Fue edificado por los propietarios de los grandes almacenes Le Bon Marché en el otro lado de la Square Boucicaut, para que se alojaran en él los clientes acaudalados de los grandes almacenes que venían de fuera de la ciudad. Su arquitecto fue Louis-Charles Boileau, que también amplió la tienda. La fachada conserva su estilo modernista, pero su interior fue remodelado posteriormente en estilo art déco.

## Cafeterías y restaurantes

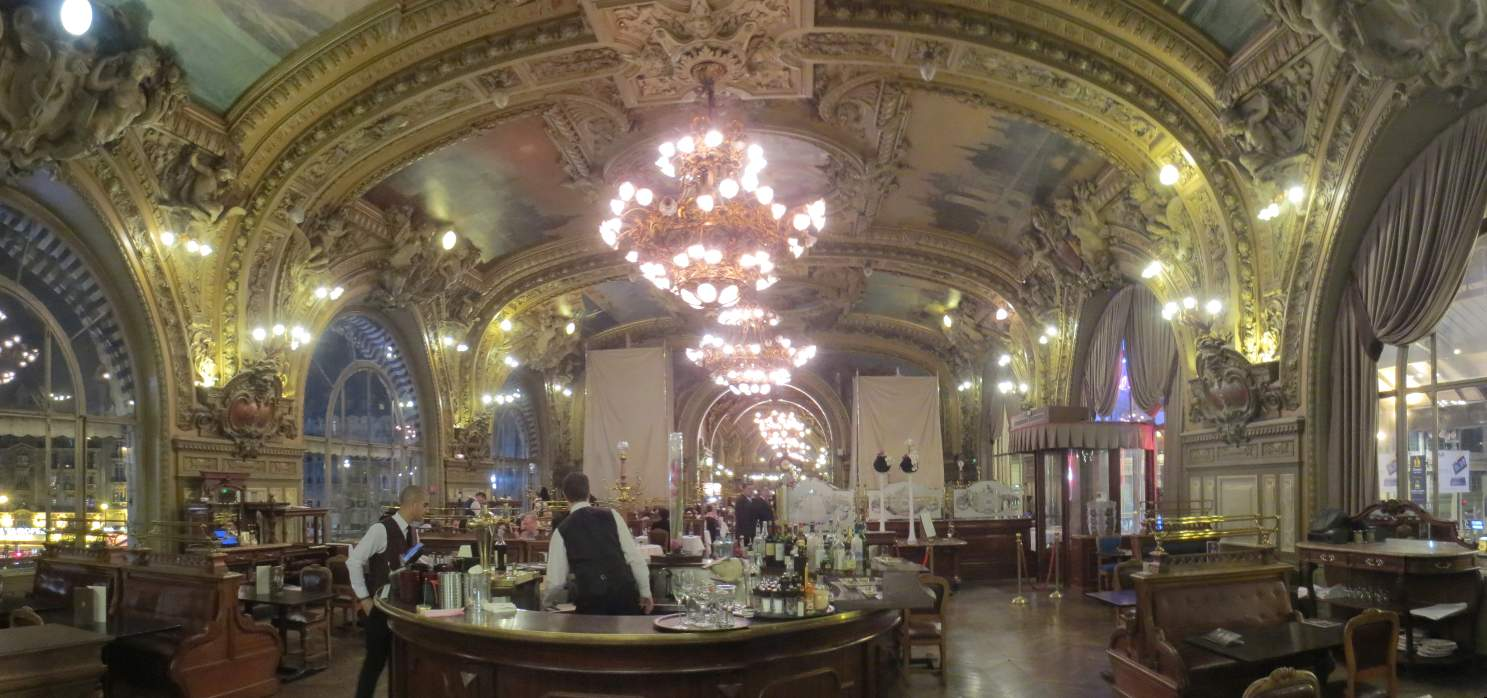
El restaurante Train Bleu en la Gare de Lyon (1902). Daba hacia fuera de la fachada de la estación por un lado y hacia los andenes por el otro.
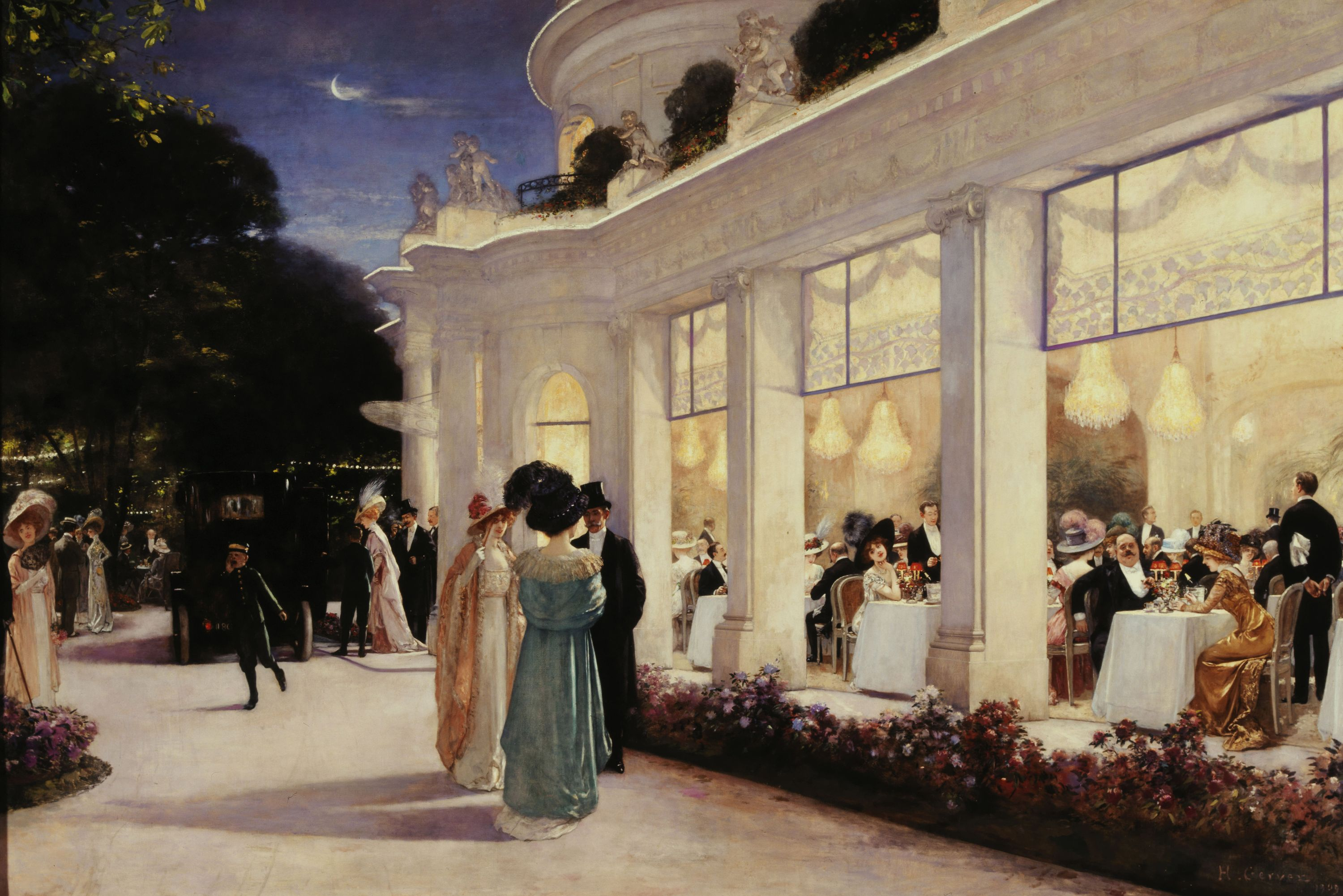
El restaurante Le Pré Catelan en el Bois de Boulogne (1905), al igual que los grandes almacenes de la época, tenía ventanas de vidrio del suelo al techo. Cuadro de Alexandre Gervex (1909).

La arquitectura y decoración de los restaurantes de París seguía estrechamente los estilos de la época. El restaurante más característico de la Belle Époque que todavía funciona es el Train Bleu, diseñado por Marius Toudoire como el bufé de la Gare de Lyon. Su interior, profusamente decorado, es del estilo de la Exposición de 1900, el evento para el que se construyó la estación. La luz procede de las grandes ventanas arqueadas de la fachada por un lado y del andén del que parten los trenes por el otro.
El arquitecto Henri Sauvage usó el estilo modernista clásico en 1899 cuando diseñó un intimista comedor privado para el Café de Paris. El mobiliario fue diseñado con formas que imitaban a la naturaleza, las plantas y las flores. Sin embargo, esta cafetería fue demolida en 1950, y solo se conservan los muebles, que actualmente están expuestos en el Museo Carnavalet.
El restaurante más clásico y al mismo tiempo el más original diseñado en esta época es Le Pré Catelan, situado en los jardines homónimos del Bois de Boulogne. El edificio, diseñado por Guillaume Tronchet en 1905, era del estilo del Petit Trianon de Luis XVI, con una importante diferencia: las paredes eran casi completamente de vidrio desde el suelo hasta el techo, en el estilo de los nuevos grandes almacenes de la ciudad. En el interior, los comensales podían contemplar los jardines, mientras que desde el exterior se podía ver el interior del restaurante. El cuadro de 1909 de Henri Gervex titulado Una velada en el Pré Catelan captura el espíritu moderno del restaurante. Entre los comensales presentes en el interior del restaurante en el cuadro se encuentran el pionero de la aviación Santos-Dumont y el marqués de Dion, uno de los primeros fabricantes de automóviles de Francia.

## Entradas de las estaciones del metro

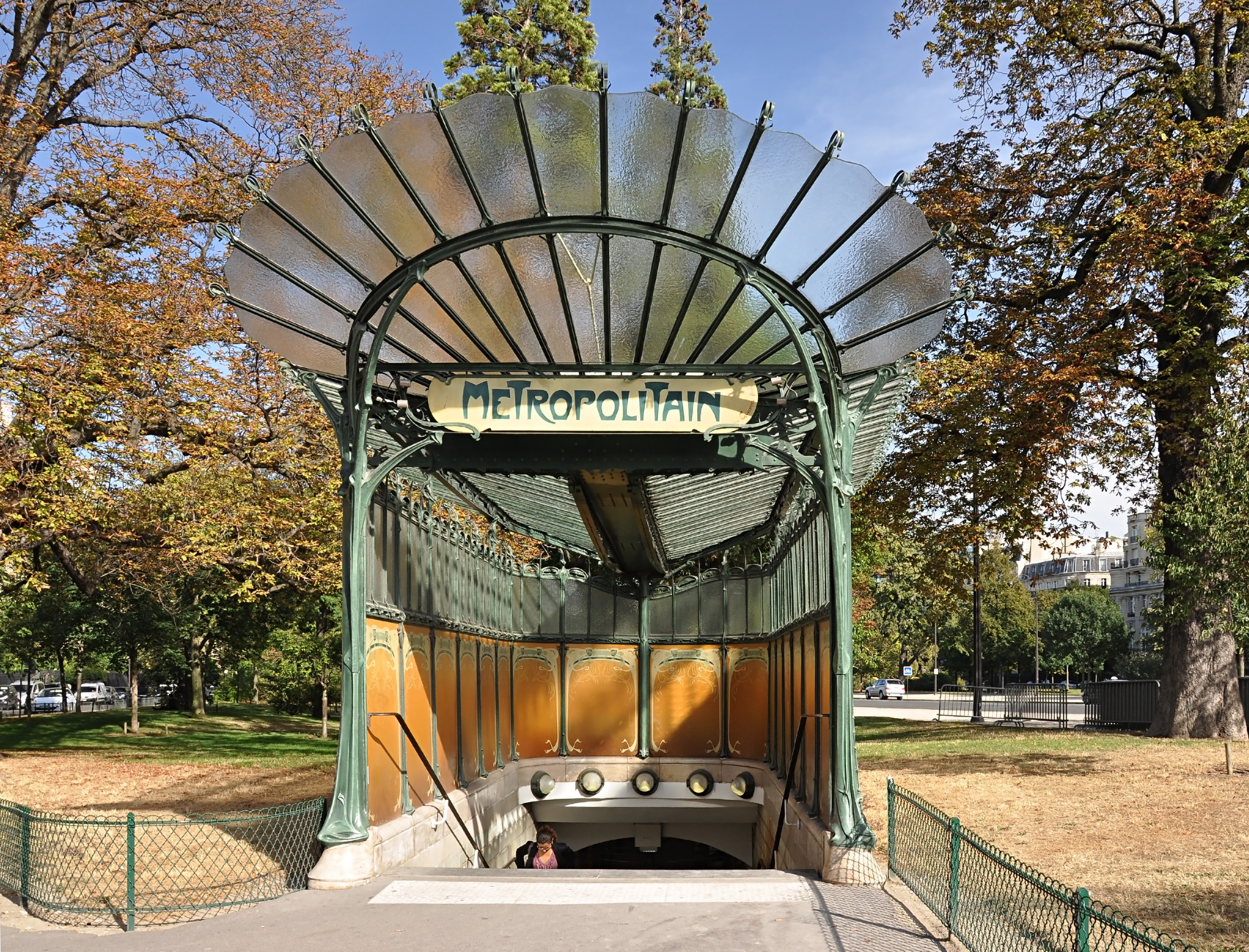
La entrada de metro de la estación de Porte Dauphine es la única que se encuentra actualmente en su lugar original.

En 1899 la empresa que estaba construyendo el nuevo Metro de París, la Compagnie du chemin de fer métropolitain de Paris (CMP), convocó un concurso para el diseño de las nuevas edicules o entradas de las estaciones que se construirían por toda la ciudad. Las reglas del concurso exigían que las nuevas entradas «no afearan ni entorpecieran el paso del público por las estaciones; al contrario, deberían entretener al ojo y embellecer las aceras». El vencedor del concurso fue Guimard, considerado el arquitecto más audaz de la época. El inconfundible estilo de sus entradas las hizo fácilmente identificables desde la distancia, otro de los requisitos del concurso. Guimard diseñó una serie completa con diferentes variaciones, desde una escalera con una barandilla pequeña y simple hasta un gran pabellón para la Place de la Bastille. Las entradas de Guimard, con sus colores, materiales y formas, estaban en armonía con los edificios de piedra de las calles de París e incluso, con sus curvas vegetales, encajaban bien con los árboles y jardines.
Las entradas fueron admiradas inicialmente, pero los gustos cambiaron, y en 1925 la entrada de la Place de la Concorde fue demolida y sustituida por una entrada clásica más simple. Gradualmente, casi todas las entradas de Guimard fueron sustituidas. Actualmente, solo se conservan tres entradas originales: la entrada de la estación de Porte Dauphine, la única que se encuentra en su emplazamiento original; la entrada de la estación de Abbesses, que estuvo en el Ayuntamiento de París hasta 1974; y la entrada de la estación de Châtelet, recreada en el año 2000 para celebrar el centenario del metro.

## Estaciones de ferrocarril

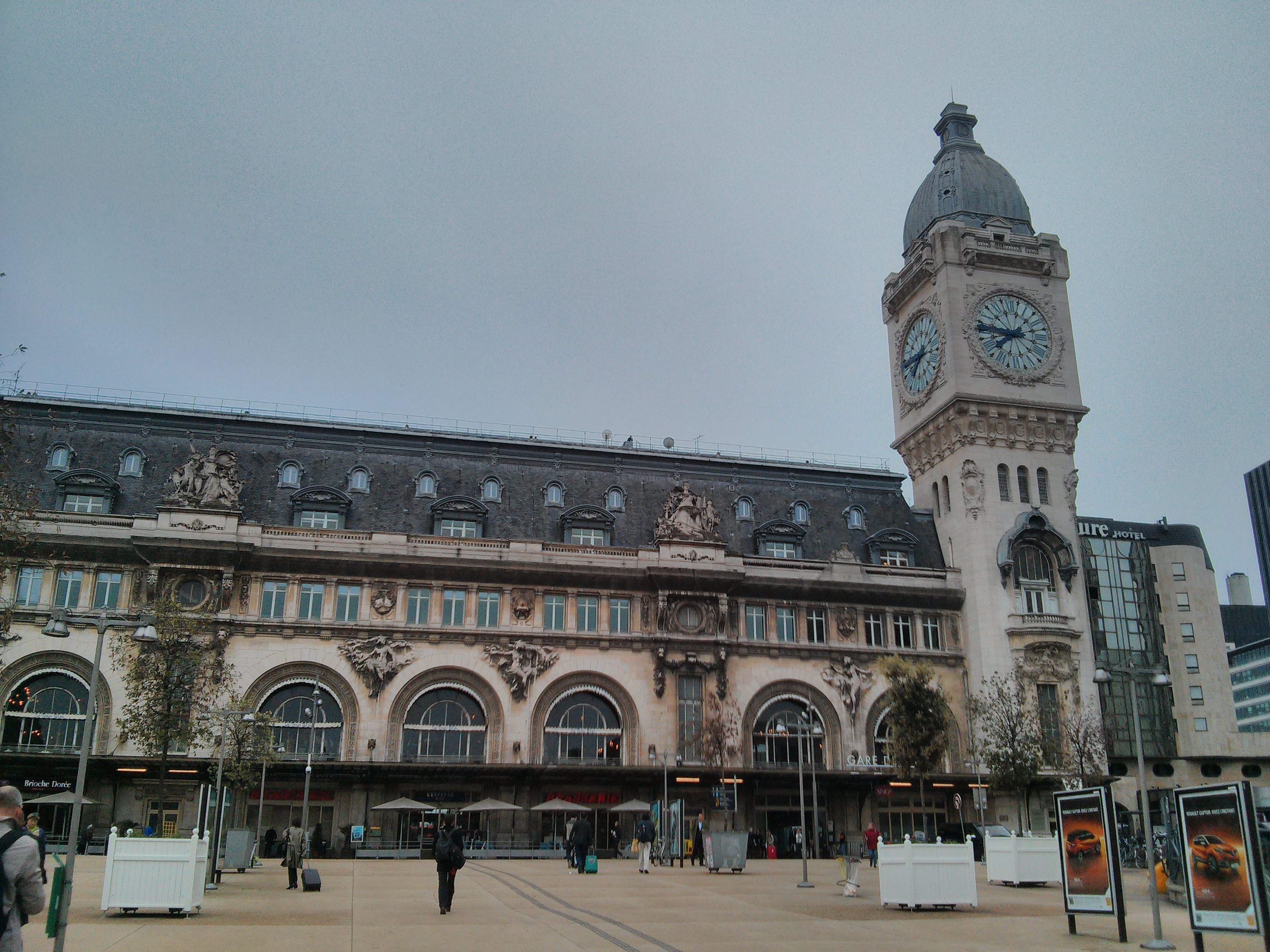
La Gare de Lyon, del arquitecto Marius Toudoire (1895–1902).
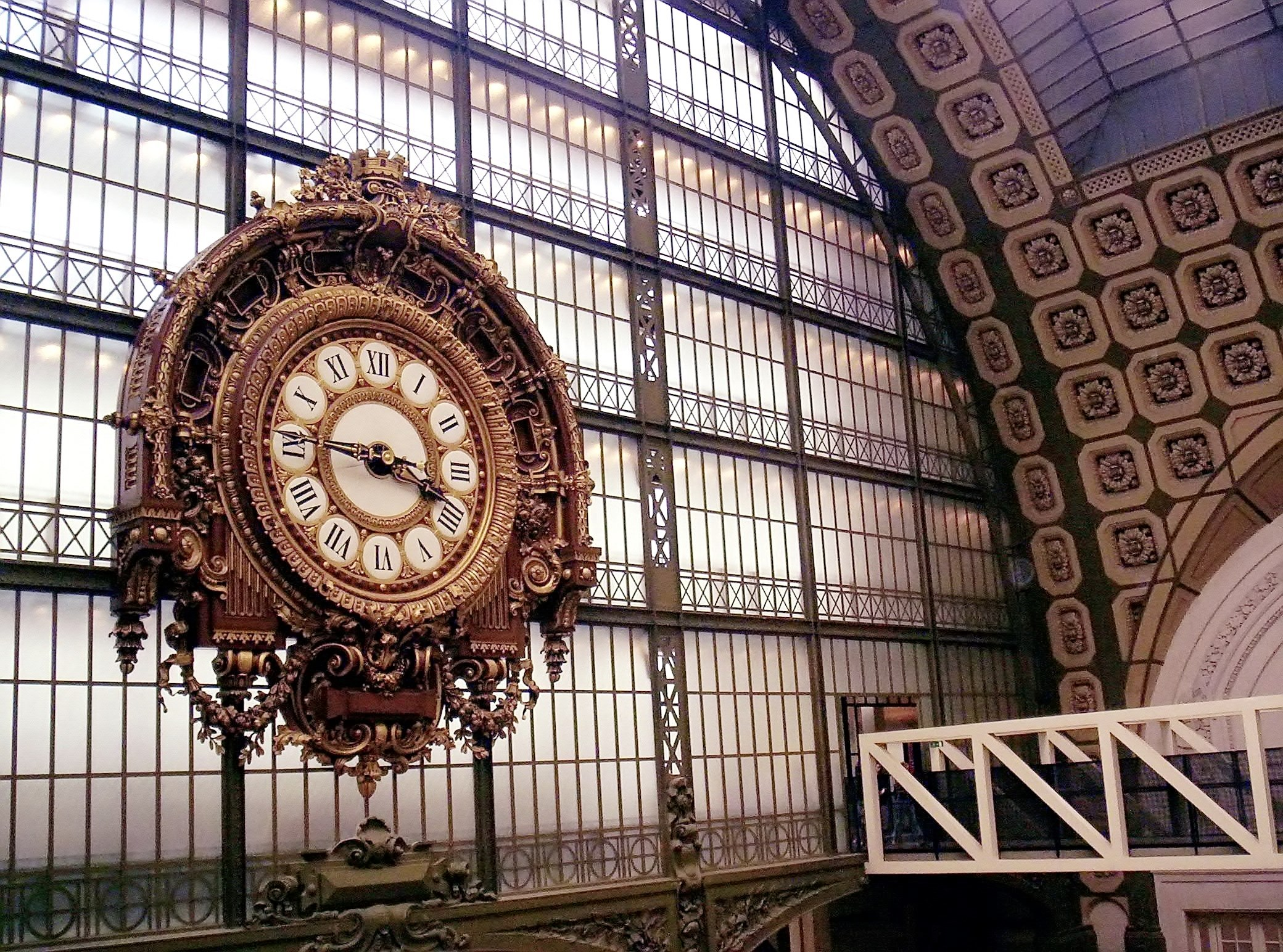
El reloj de la antigua Estación de Orsay (actual Museo de Orsay), de Victor Laloux.
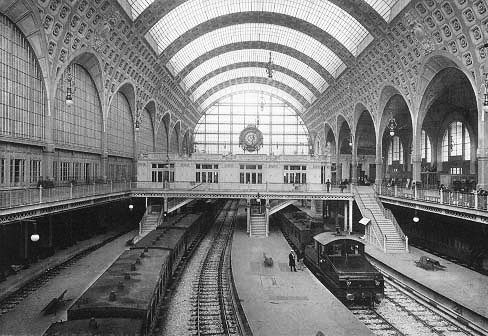
El interior de la Estación de Orsay en torno al 1900.

Las principales estaciones de ferrocarril de París se construyeron antes de la Belle Époque, pero fueron ampliadas y decoradas lujosamente para impresionar a los visitantes de las exposiciones de 1889 y 1900. La Gare Saint-Lazare tenía un gran cobertizo de trenes de cuarenta metros de altura, construido entre 1851 y 1853 por Eugène Flachat y capturado en los cuadros impresionistas de Claude Monet. Fue ampliada y redecorada para la Exposición de 1889 por Juste Lisch, quien también diseñó el cercano Hôtel Terminus. La Gare du Nord, de los arquitectos Reynaud y Jacques Hittorff, fue completada en 1866, pero ampliada en 1889 para la Exposición de 1900. La Gare de l'Est, construida originalmente entre 1847 y 1850, triplicó su tamaño entre 1895 y 1899 para recibir a los visitantes de la exposición. La Gare Montparnasse, construida inicialmente en 1840 en la Avenue du Maine para la línea París-Versalles, se trasladó a su ubicación actual entre 1848 y 1852 y fue ampliada y redecorada entre 1898 y 1900 para la Exposición de 1900.
La Gare de Lyon, construida originalmente para la línea París-Monterau en 1847, fue reconstruida completamente entre 1895 y 1902 por el arquitecto Marius Toudoire (1852–1922) y el estudio de ingeniería Denis, Carthault and Bouvard. A diferencia de las estaciones anteriores, que tenían fachadas neoclásicas tradicionales unidas a la estructura moderna del cobertizo de trenes, Toudoire decidió dar a la Gare de Lyon una fachada distinta de los demás edificios públicos de París. Tenía una serie de arcos monumentales con puertas que conducían a arcadas dentro de la estación; los espacios entre los arcos estaban decorados con esculturas. Por encima de ese nivel había un elemento aún más inusual, una potente banda horizontal de ventanas. La torre con un enorme reloj era otro elemento inusual, que no estaba presente en ninguna otra estación de ferrocarril ni modelo histórico de la ciudad. En el interior se encontraba un bufé llamado posteriormente Train Bleu, en el más lujoso estilo Belle Époque.
La Gare d'Austerlitz o Gare d'Orleans fue inaugurada en 1843 y ampliada entre 1846 y 1852. En 1900 la misma empresa decidió construir una nueva estación, la Gare d'Orsay, más cerca del centro de la ciudad y de la Exposición. Fue la primera estación diseñada para albergar trenes eléctricos y también contenía un hotel, situado donde actualmente se encuentra la entrada del museo. El diseño original de la estación contemplaba una fachada de estilo neorrenacentista similar a la de los edificios haussmannianos de los bulevares parisinos. El Ayuntamiento de París quería algo más monumental para que encajara con la grandeza del Louvre al otro lado del Sena, pero también quería que expresara claramente su función como estación de trenes; por ello, exigió que se celebrara un concurso, cuyo vencedor fue Victor Laloux. Su diseño incluía elementos similares a la Gare de Lyon: abrió el lado de la estación que da hacia el Sena con arcos muy altos rellenos con ventanas, y por encima de las ventanas la fachada estaba decorada con esculturas y emblemas. El colosal reloj se convirtió en parte integral de la fachada. La nueva estación fue inaugurada el 4 de julio de 1900, justo a tiempo para la Exposición. Sin embargo, como estación de ferrocarril no tuvo éxito comercial, y en 1971 se propuso su demolición, pero fue salvada y entre 1980 y 1986 fue transformada en un museo del arte francés del siglo xix, el Museo de Orsay.

## Puentes

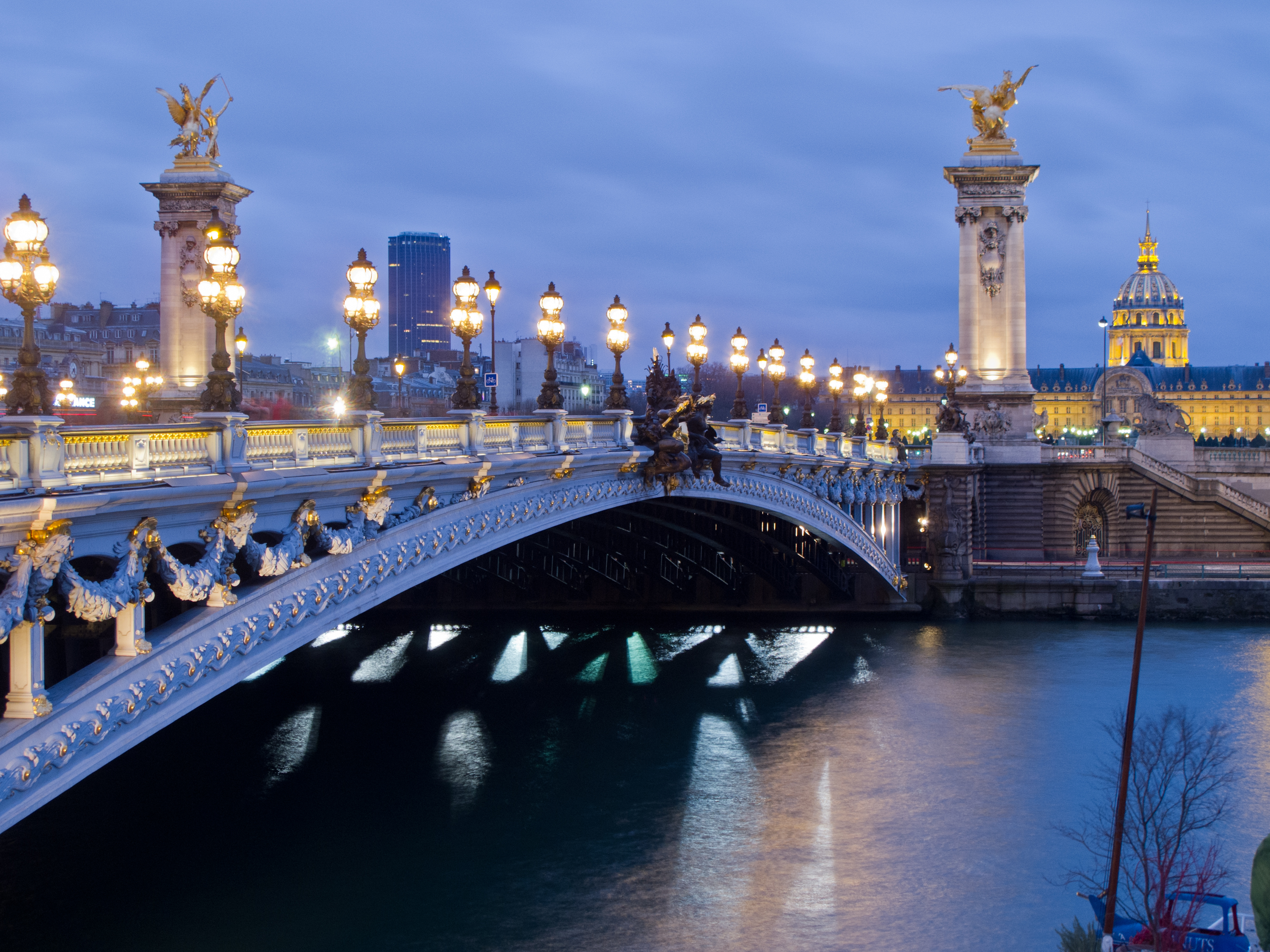
El Puente Alejandro III (1896–1900).
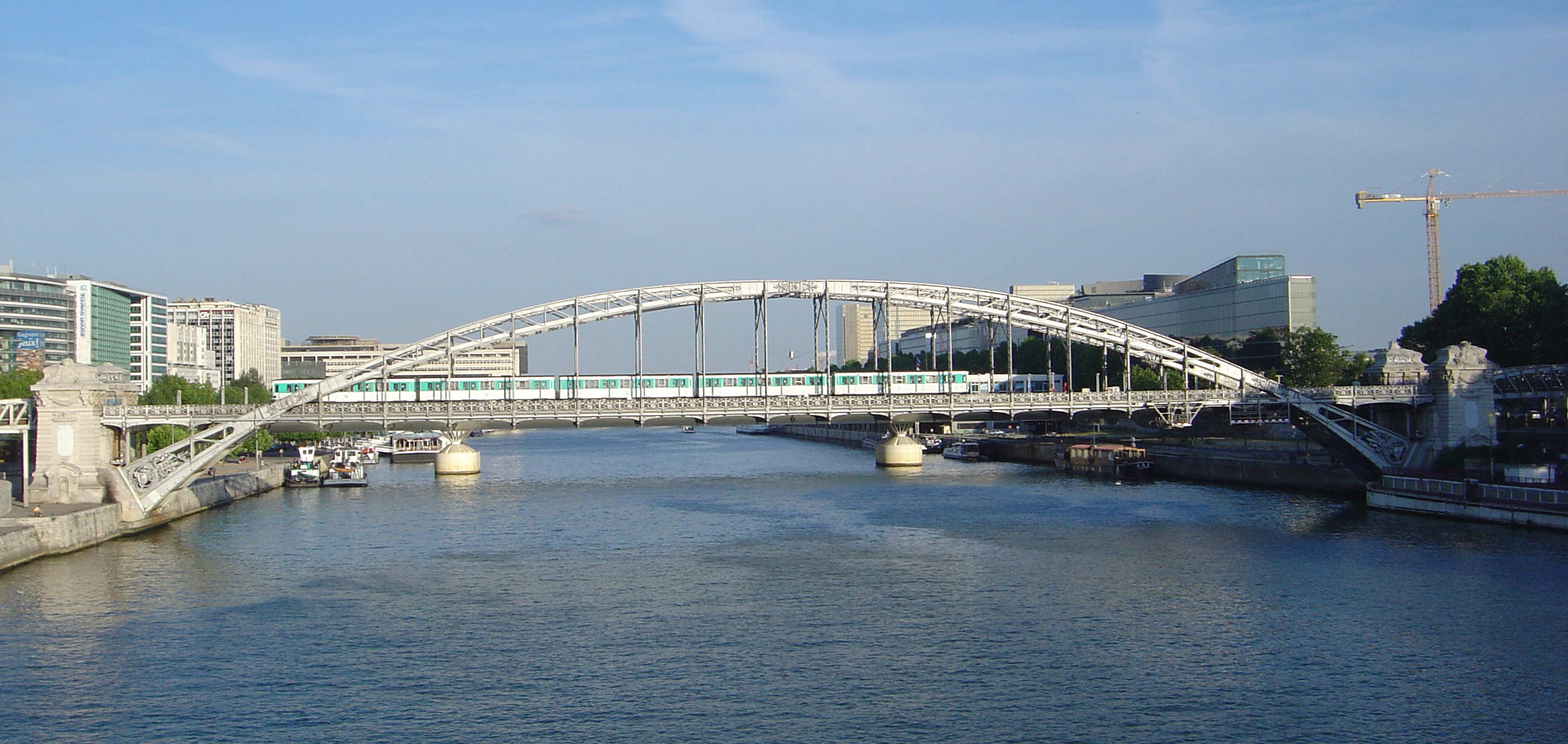
El Viaducto de Austerlitz, construido para el Metro de París por Jean-Camille Formigé (1903–1904).
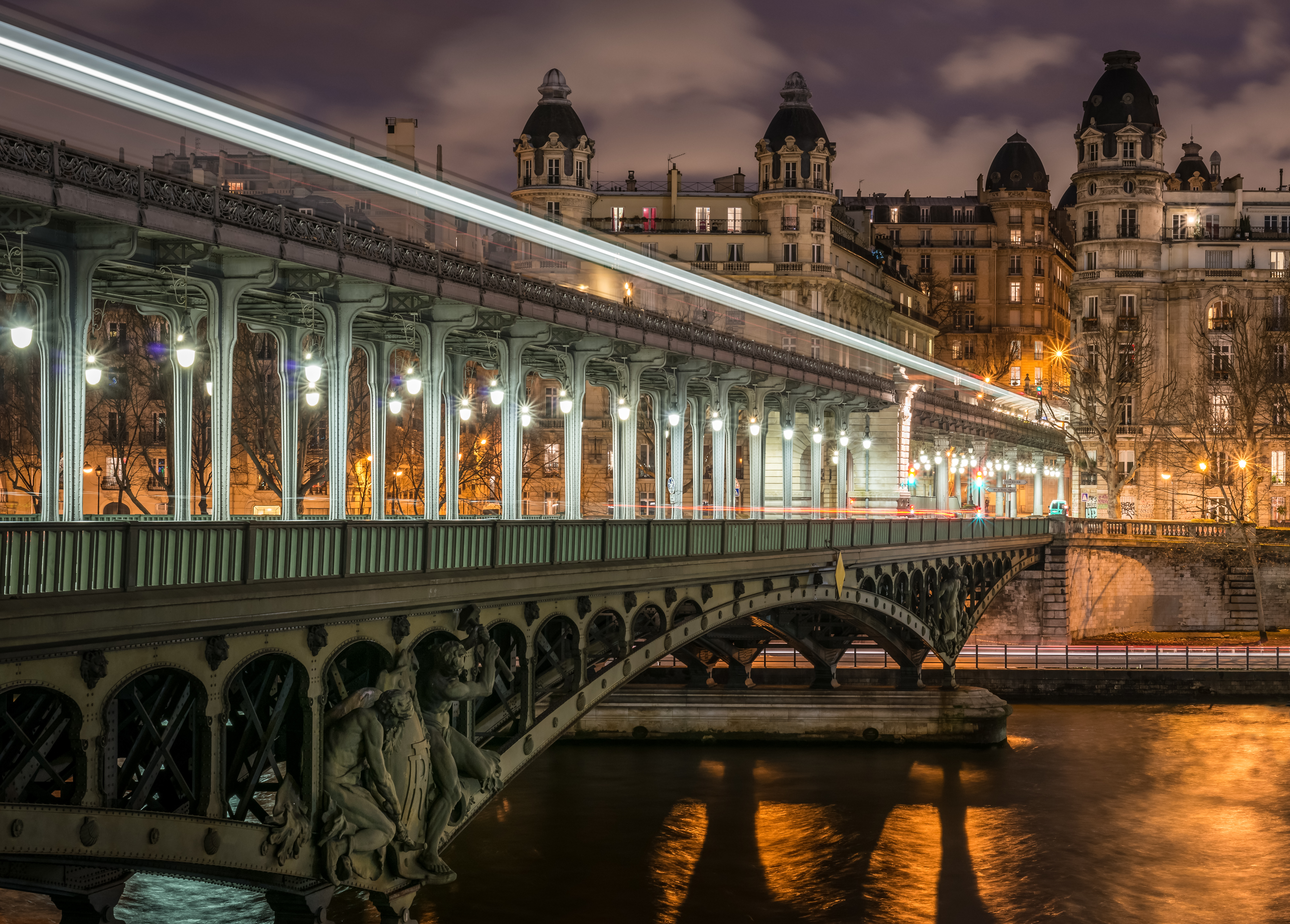
El Puente de Bir-Hakeim de Jean-Camille Formigé (1905).

Entre 1876 y 1905 se construyeron ocho nuevos puentes sobre el Sena: el Puente de Sully (1876), hacia la Île Saint-Louis, que sustituía a dos pasarelas de 1836; el Puente de Tolbiac (1882); el Puente Mirabeau (1895); el Puente Alejandro III (1900), construido para la Exposición de 1900; el Puente de Grenelle-Passy (1900), para el ferrocarril; la Pasarela Debilly, una pasarela que conectaba las sedes de la Exposición de 1900 en las dos orillas del Sena; el Puente de Bir-Hakeim (1905), que llevaba tanto peatones como una línea de metro; y el Viaducto de Austerlitz, usado por el metro.
El puente más elegante y famoso de la Belle Époque es el Puente Alejandro III, diseñado por los arquitectos Joseph Cassien-Bernard y Gaston Cousin y los ingenieros Jean Résal y Amédée d'Alby. Era en gran medida decorativo, y fue diseñado para conectar el Grand Palais y el Petit Palais en la margen derecha con las sedes de la Exposición en la margen izquierda. Su primera piedra fue puesta por el futuro zar Nicolás II de Rusia en octubre de 1896. El puente combinaba la ingeniería moderna de un puente de hierro con un solo vano de 107 metros de longitud con una arquitectura clásica de estilo Beaux Arts. Los contrapesos que soportan el peso del puente son cuatro enormes columnas de albañilería de diecisiete metros de altura, que sirven como base de cuatro obras de escultura que representan las cuatro «Famas»: las Ciencias, las Artes, el Comercio y la Industria. En el centro, los laterales del puente están decorados con dos grupos de ninfas de río: las ninfas del Sena en un lado y las ninfas del Nevá en el otro. En la entonces capital rusa, San Petersburgo, se construyó un puente similar sobre el río Nevá, el Puente de la Trinidad, diseñado por Gustave Eiffel.
El Viaducto de Austerlitz, construido entre 1903 y 1904 para llevar la línea 5 del Metro de París sobre el Sena, fue un reto de ingeniería aún mayor. Debido a la naturaleza del río, debía tener un único vano de 140 metros de longitud, que le hizo el puente más largo de París hasta 1996, cuando se construyó el Puente Charles de Gaulle. Su arquitecto fue Jean-Camille Formigé, el jefe de obras públicas de París, entre cuyas obras también se encontraban los invernaderos de Auteuil. Como jefe de monumentos históricos de Francia, también fue responsable de la restauración del teatro romano de Orange y del anfiteatro romano de Arlés. Formigé se enfrentó al reto de diseñar un enorme puente que encajara con los edificios monumentales de las orillas del Sena y quiso seguir el consejo que le dio Charles Garnier, el arquitecto de la Ópera de París, en 1886: «París no se debería transformar en una fábrica, debería seguir siendo un museo». El puente combinaba un elegante doble arco anclado a cuatro contrapesos clásicos con detalles escultóricos en hierro y piedra, para que armonizara con los otros monumentos del centro de la ciudad.
Su otro puente nuevo, originalmente llamado Puente de Passy, actual Puente de Bir-Hakeim, lleva peatones y tráfico rodado en un nivel, y una línea de metro en un nivel superior, sostenido por delgados pilares de hierro. También combinaba ingeniosamente una original estructura funcional con la escultura y la decoración, que incluía grupos escultóricos donde los arcos de hierro se encuentran con los pilares del puente.

## El nacimiento delart déco

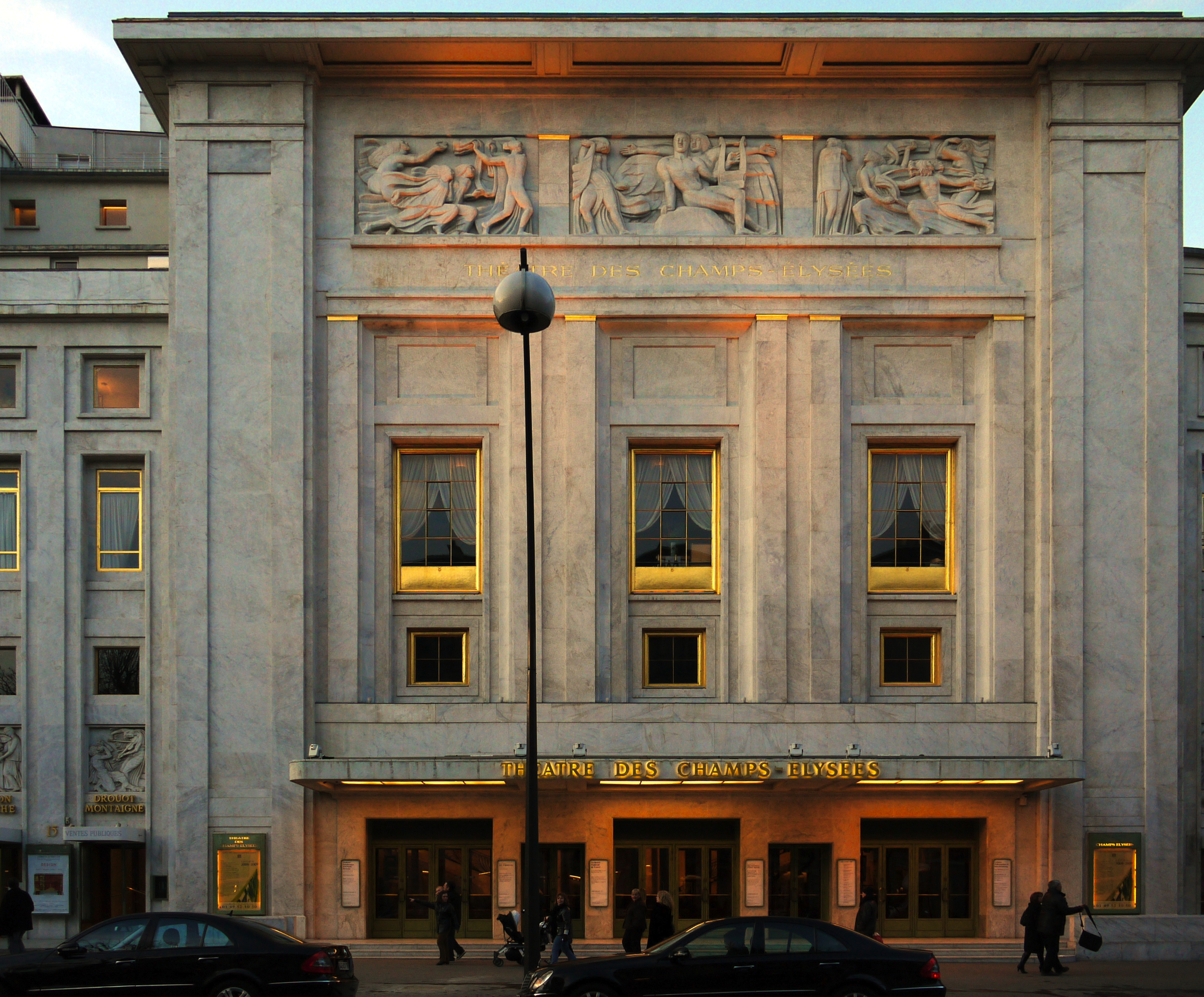
El Teatro de los Campos Elíseos, de Auguste Perret (1911–1912).
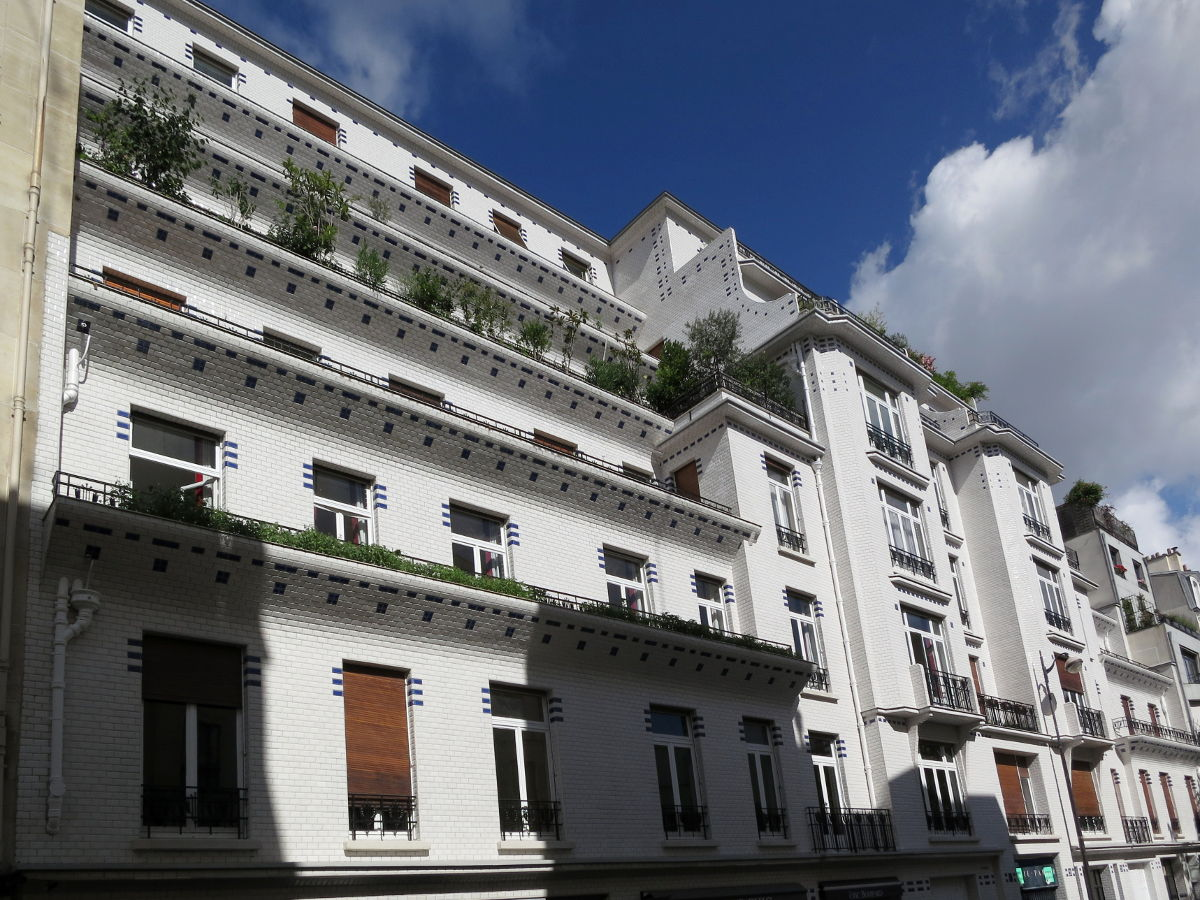
Edificio de apartamentos en el 26 de la Rue Vavin (Distrito VI) de Henri Sauvage (1913).

Cerca del final de la Belle Époque, en torno a 1910, surgió en París un nuevo estilo, el art déco, principalmente como reacción al modernismo. Los primeros arquitectos prominentes que usaron este estilo fueron Auguste Perret (1874–1954) y Henri Sauvage (1873–1932). Los principios básicos de este estilo eran la funcionalidad, el clasicismo y la coherencia arquitectónica. Las líneas curvas y los patrones vegetales del modernismo dieron paso a la línea recta, simple y precisa, y a rectángulos dentro de otros rectángulos. El material de construcción predilecto de este estilo era el hormigón armado. La decoración ya no formaba parte de la propia estructura, como en el modernismo, sino que estaba unida a ella, a menudo en bajorrelieves esculpidos, como en el Teatro de los Campos Elíseos.
El primer edificio destacado de París construido en este estilo fue el Teatro de los Campos Elíseos (1911–1912) de Auguste Perret, con decoraciones escultóricas de Antoine Bourdelle. El proyecto original fue elaborado por Henri Fivaz y modificado posteriormente por Roger Bouvard. Estaba previsto que se construyera en los jardines de los Campos Elíseos, pero un cambio en la regulación de los jardines hizo que el teatro se trasladara al 13–15 de la Avenue Montaigne. Su propietario, Gabriel Astruc, encargó entonces el proyecto al arquitecto modernista belga Henry Van de Velde, al pintor Maurice Denis y al escultor Antoine Bourdelle. Auguste Perret se sumó al proyecto debido a su experiencia en el nuevo material, el hormigón armado. Sin embargo, Van de Velde y Perret no consiguieron ponerse de acuerdo en un diseño, lo que hizo que Van de Velde se retirara del proyecto. El diseño básico final fue el de Van de Velde, pero transformado por Perret en un estilo completamente nuevo. El gran vestíbulo era particularmente destacable por la manera en la que la forma seguía a la función: las vigas de hormigón del techo y los pilares estructurales eran inmediatamente visibles; era perfectamente clásico y sorprendentemente moderno a la vez. El crítico de arquitectura Gilles Plum escribió: «La forma parecía ser la pura consecuencia de la técnica constructiva; ese era el ideal gótico según Viollet-le-Duc». El interior estaba decorado con obras de una destacable colección de artistas: además de Maurice Denis y Bourdelle, entre ellos se encontraban Édouard Vuillard y Ker-Xavier Roussel, inspirados por temas clásicos y mitológicos, así como por la música de Debussy.
Otro arquitecto del final de la Belle Époque cuya obra preconizaba el nuevo estilo art déco fue Henri Sauvage. En 1913 construyó un edificio de apartamentos en el 26 de la Rue Vavin del Distrito VI para un grupo de artistas y decoradores. Su exterior era simple y geométrico, y estaba completamente revestido con azulejos cerámicos. El elemento más inusual del edificio eran sus «escalones»: las plantas más altas estaban dispuestas como una escalera, lo que permitía que sus residentes tuvieran terrazas y jardines. La única decoración eran las barandillas de hierro y los patrones geométricos creados mezclando algunos azulejos negros con los azulejos blancos.